# Бог Отец с поющими и музицирующими ангелами
«Бог Оте́ц с пою́щими и музици́рующими а́нгелами» (нидерл. God de Vader met zingende en musicerende engelen), или «Христо́с с поющими и музицирующими ангелами» (Christus met zingende en musicerende engelen), — сохранившаяся часть утраченной алтарной композиции Ханса Мемлинга, созданной в 1480-х — 1490-х годах для монастыря Санта-Мария-ла-Реаль в Нахере (Испания). Представляет собой монументальный (170 × 675 см) триптих, изображающий Бога Отца или Христа в окружении ангелов, поющих и играющих на разных музыкальных инструментах. Фигуры в богатых литургических облачениях представлены в человеческий рост, инструменты показаны с большой достоверностью. Предполагается, что панели триптиха составляли верхний ярус несохранившейся композиции, центральной темой которой было Вознесение Девы Марии.
Вплоть до XIX века остававшийся неизвестным широкой общественности, с 1895 года триптих является частью собрания Королевского музея изящных искусств в Антверпене. Атрибуция Мемлингу считается общепризнанной, хотя из-за ошибочного мнения о чисто декоративном назначении композиции, якобы служившей для украшения орга́на, она долгое время не привлекала интереса историков искусства и в большей степени ценилась музыковедами, видевшими в ней ценный источник сведений о музыке XV века. Лишь в 2010-х годах обнаружились документы, прояснившие обстоятельства создания Нахерского алтаря и подтвердившие принадлежность антверпенских панелей к несохранившейся алтарной композиции, предположительно посвящённой Вознесению Богоматери. С 2001 по 2017 год проводилась реставрация триптиха, в ходе которой состоялось полноценное исследование, повлёкшее за собой переоценку его художественных достоинств. В настоящее время утраченный алтарь, отличавшийся грандиозными размерами, считается крупнейшей работой позднего Мемлинга и одним из наиболее масштабных произведений современной ему фламандской живописи.

## Название
Существует множество вариантов названия, под которым триптих фигурирует в разных источниках. На официальном сайте Королевского музея изящных искусств, которому он принадлежит, и в ряде иных музейных публикаций используется название «God de Vader met zingende en musicerende engelen» («Бог Отец с поющими и музицирующими ангелами»); при этом отдельные части триптиха указаны под собственными названиями: «God de Vader met zingende engelen» («Бог Отец с поющими ангелами», центральная часть) и «Musicerende engelen» («Музицирующие ангелы», левая и правая части). Во многих других источниках, включая публикации того же музея, триптих называется «Christus met zingende en musicerende engelen» («Христос с поющими и музицирующими ангелами»), или, в англоязычных версиях, «Christ with singing and music-making angels». В русскоязычной литературе название также разнообразно варьируется: «Христос с поющими и музицирующими ангелами», «Христос с поющими ангелами», «Благословляющий Христос в окружении ангелов», «Христос и музицирующие ангелы», «Христос в окружении поющих и музицирующих ангелов» и т. п. Кроме того, в западных источниках можно встретить названия «Нахерский триптих» (по изначальному местонахождению) и «Нахерский алтарь» (применительно к утраченной алтарной композиции в целом).

## История и провенанс

### Ранние свидетельства

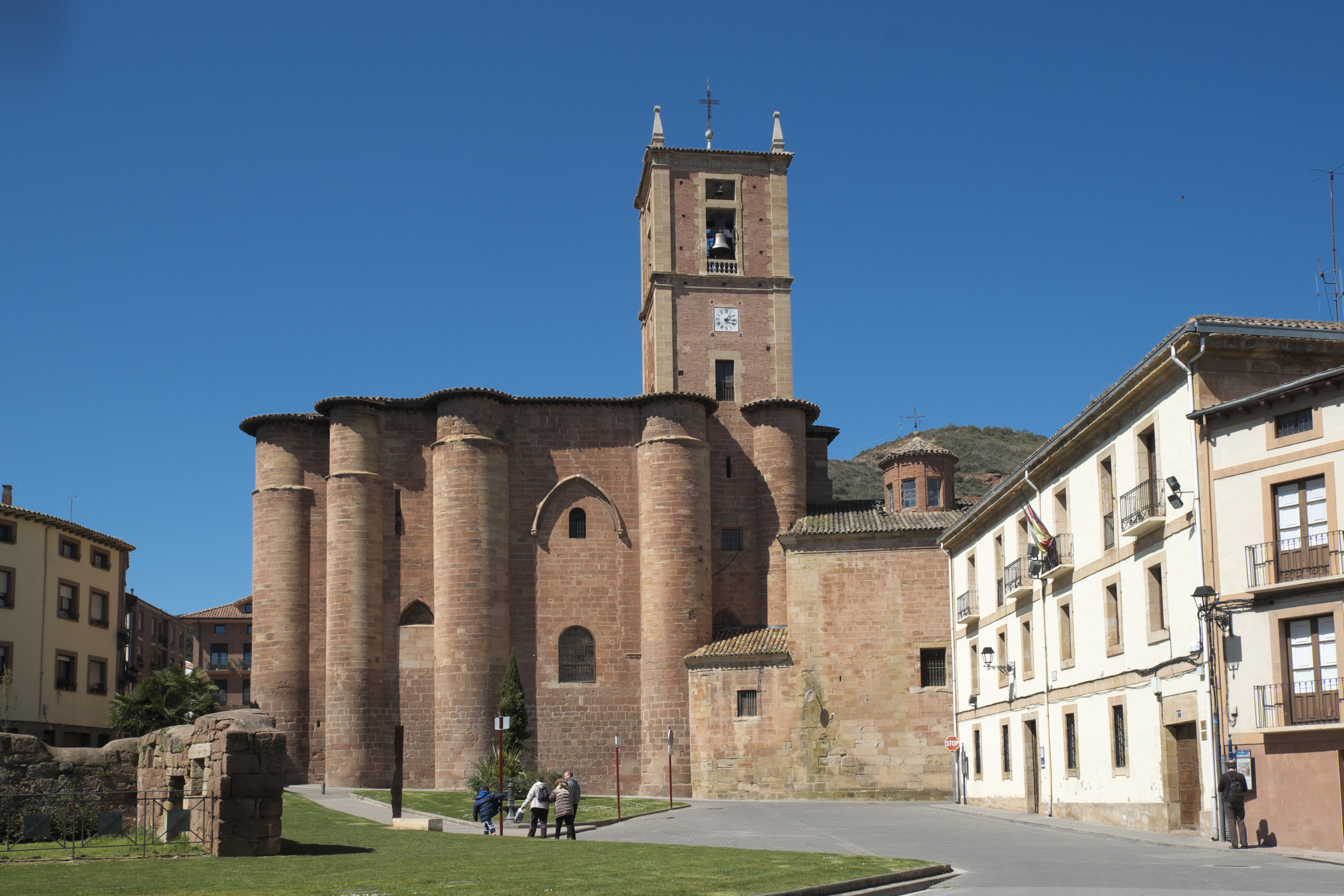
Монастырь Санта-Мария-ла-Реаль в Нахере

Несмотря на свои внушительные размеры (почти семь метров в длину и два в высоту), три панели из собрания Королевского музея представляют собой лишь часть утраченной композиции. Этот гигантских размеров полиптих был создан Мемлингом для украшения алтаря монастырской церкви Санта-Мария-ла-Реаль в испанском городе Нахере, бывшем некогда столицей королевства Наварра. Основанный в 1052 году королём Наварры Гарсией III и с 1079 года принадлежавший ордену бенедиктинцев, в XII—XIII веках монастырь Санта-Мария-ла-Реаль стал усыпальницей монархов и знати Наварры. К XV веку монастырь, находившийся на паломническом пути в Сантьяго-де-Компостела, ещё более упрочил своё влияние и значение; по всей видимости, созданный для него алтарь был одним из крупнейших заказов, которые Мемлинг когда-либо получал.

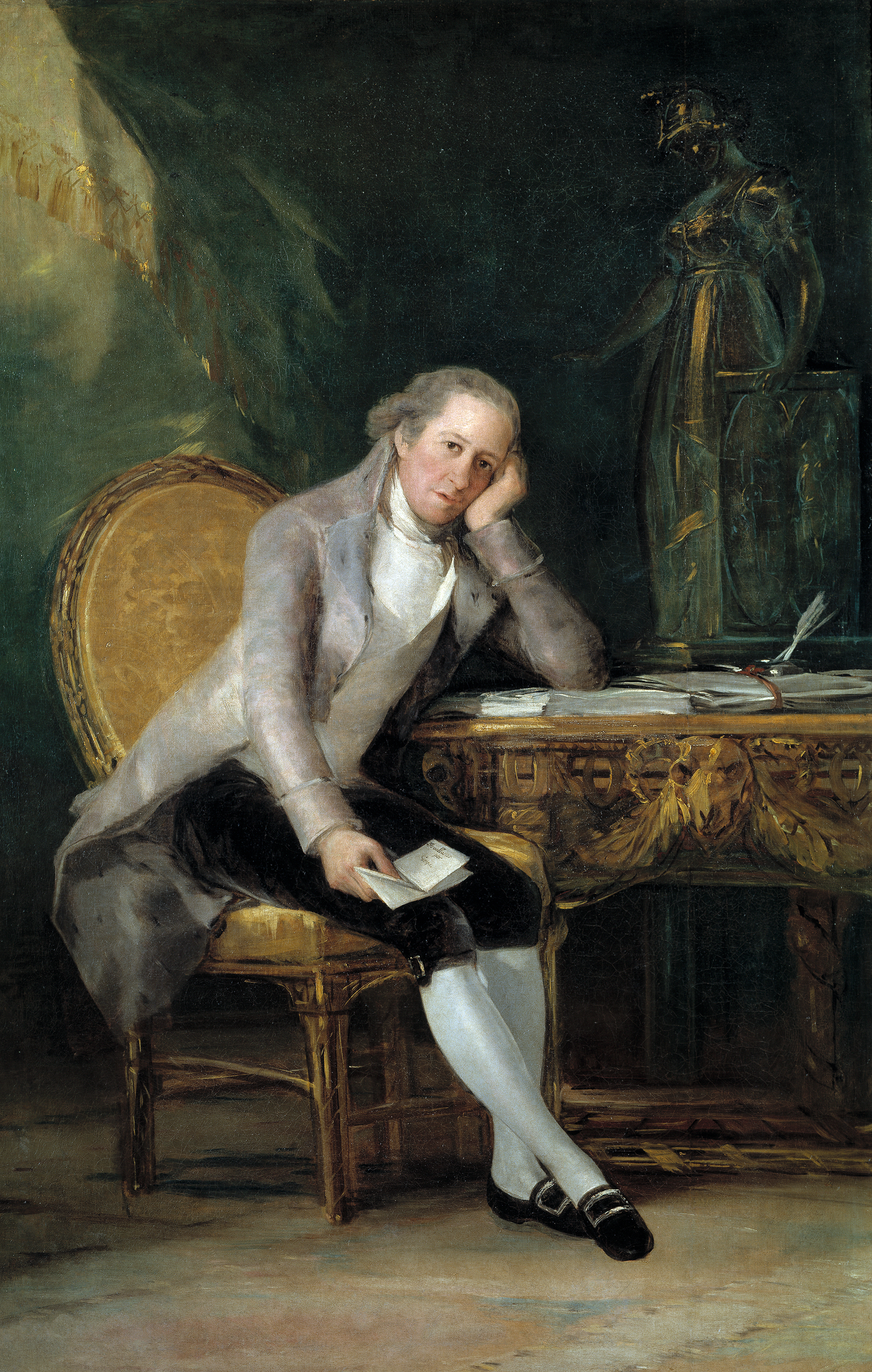
Франсиско де Гойя. Портрет Гаспара Мельчора де Ховельяноса. 1798. Прадо (Мадрид)

Долгое время наиболее ранним из известных упоминаний алтаря было свидетельство испанского писателя и философа Гаспара Мельчора де Ховельяноса (1744—1811), относящееся к тому времени, когда полиптих как целое уже перестал существовать. В 1795 году, путешествуя по Испании, Ховельянос посетил Нахеру, осмотрел аббатство Санта-Мария-ла-Реаль и 18 мая оставил следующую запись в своём путевом дневнике:

Там [в верхнем клуатре] есть превосходная картина со Святой Девой, почти в человеческий рост, в Вознесении, немецкой школы, вполне может быть Альбрехта Дюрера; всё прекрасно: голова, руки, одежды, поистине небесные ангелочки, обрамление; вот только окружают Её свекольного цвета небо и слишком грубые облака, не вполне соответствующие…
Оригинальный текст (исп.)En éste una excelente tabla que representa a la Virgen, casi de tamaño natural, en su Asunción, de la escuela alemana, y puede ser muy bien de Alberto Durero; todo es bellísimo: cabeza, manos, paños, angelitos verdaderamente celestiales, bordaduras; solo tiene en derredor un cielo arremolachado y unas nubes durísimas que no corresponden.

19 мая осмотр продолжился, и была сделана следующая запись:

Видел картины старого алтаря, стоящие в углу капитула. Какая жалость! Они удивительны; кажется, все написаны одной рукой; той же рукой, что и Вознесение в монастыре; возможно, Альбрехтом [Дюрером]; Бог Отец; три хора ангелов с музыкальными инструментами, поющие; святые Виталий и Агрикола, мученики; святые Пруденций и Бенедикт; из апостолов — двое.
Оригинальный текст (исп.)A ver los cuadros del retablo viejo, que están en el Capítulo arrinconados. ¡Qué lástima! Son asombrosos; parecen todos de una mano; todos de la misma que la Asunción del claustro; acaso de Alberto [Durero]; un Padre Eterno; tres coros de ángeles con instrumentos músicos y cantando; San Vidal y Agrícola, mártires; San Prudencio y San Benito; de apóstoles, dos.

Таким образом, из записей Ховельяноса следует, что ко времени его посещения Санта-Мария-ла-Реаль алтарный образ был уже снят и заменён другим; отдельные панели сохранились, но не использовались, а просто стояли в разных помещениях аббатства. Ховельянос пытался навести справки, но имя художника было забыто, а документы утеряны.

### Атрибуция и приобретение Королевским музеем
В 1880 году мадридский торговец искусством Рафаэль Гарсиа, или Рафаэль Санчес, безуспешно пытался выкупить триптих с Христом и ангелами у тогдашнего приходского священника Эусебио де Дуорорроса (Eusebio de Duororroza). Однако позднее, в 1886 году, преемник последнего Сирило Паласиос де ла Прада (Cirilo Palacios de la Prada), нуждаясь в средствах на ремонт орга́на, согласился продать картины вместе с другими предметами искусства из монастыря. К тому времени центральная панель триптиха находилась в нахерской церкви Святого Михаила (ныне не существующей), куда, вероятно, попала около 1850 года, тогда как две другие оставались в аббатстве Санта-Мария-ла-Реаль, где хранились за церковным органом.
После первоначальной продажи триптих неоднократно перепродавался и сменил несколько владельцев: после Рафаэля Гарсиа это были некий г-н Саломон из Амстердама, парижский антиквар Шарль Стейн (Charles Stein) и брюсселец Леон Гоше. Однако прежде чем Гарсиа сумел продать триптих Саломону, он безуспешно предлагал его королеве Марии Кристине Австрийской и Берлинскому музею. Тогдашний директор Берлинской картинной галереи Юлиус Мейер получил от него фотографии панелей; по этим фотографиям Мейер предположил авторство Герарда Давида и известил коллег, советуясь с ними о необходимости приобретения. Вильгельм Боде, в то время ассистент Мейера, счёл, что триптих покупать не стоит: не только потому, что в музее нет места для работы таких размеров, но и ввиду его «крайне неудачной формы и на редкость однообразной, скучной композиции».

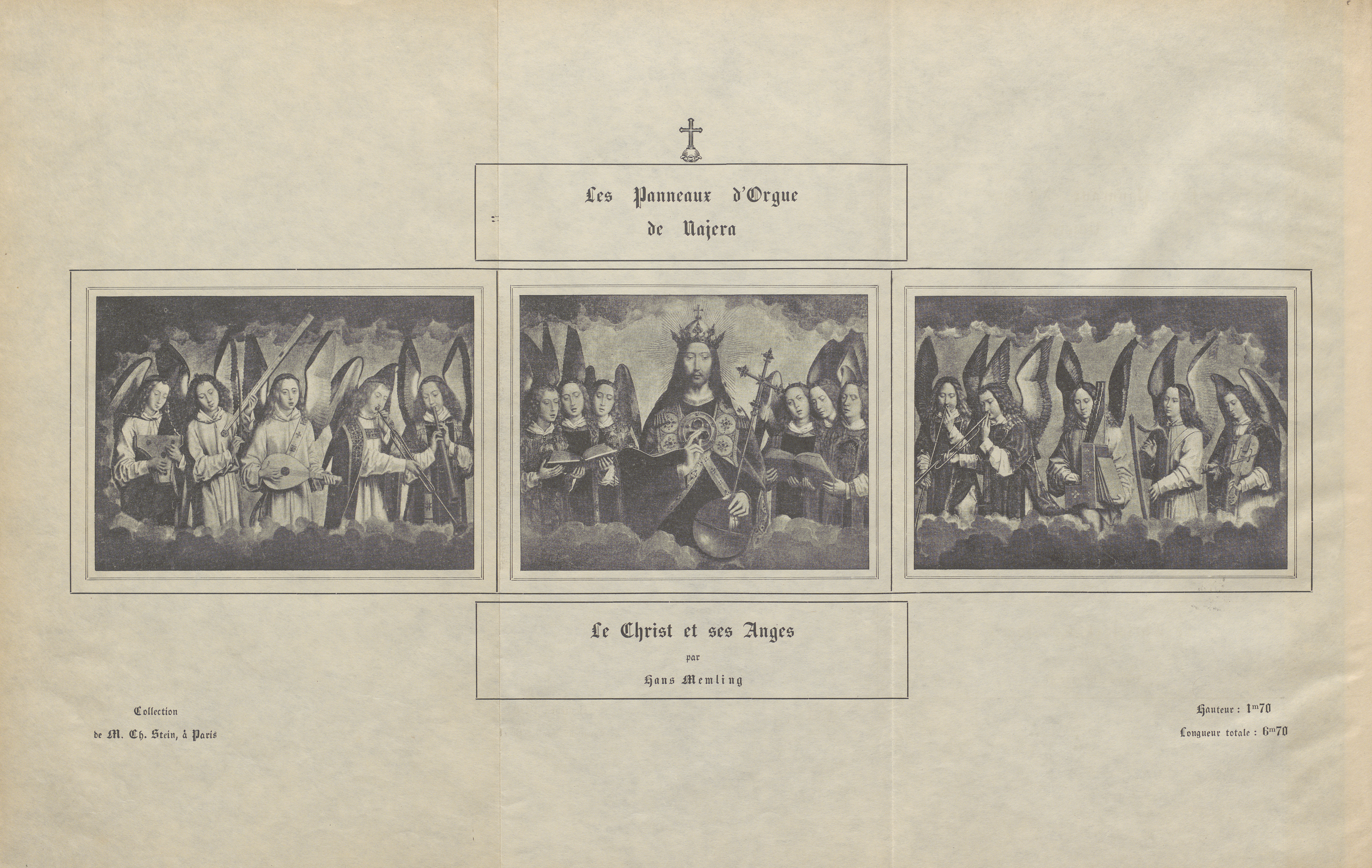
Страница из книги А.-Ж. Ваутерса «Sept études pour servir à l’histoire de Hans Memling» (1893)

Первым специалистом, которому удалось увидеть триптих воочию, был бельгийский историк искусства Альфонс-Жюль Ваутерс, осматривавший его в Париже у его тогдашнего владельца Шарля Стейна. В литературе распространено мнение, что Ваутерс был также первым, кто атрибутировал эту работу Мемлингу, однако в действительности эксперты берлинского музея, включая того же Мейера, Боде и Гуго фон Чуди, задолго до него пришли к выводу об авторстве Мемлинга, отвергнув первоначальную атрибуцию Герарду Давиду. В своей книге 1893 года «Sept études pour servir à l’histoire de Hans Memling» («Семь этюдов об истории Ханса Мемлинга») Ваутерс писал, что это произведение, «одно из наиболее монументальных, когда-либо создававшихся во Фландрии», на протяжении четырёх столетий оставалось неизвестным никому кроме отдельных обитателей самого монастыря: оно не упоминалось в старинных хрониках, о нём не писали современные авторы и только после продажи оно впервые вышло на свет. Подробно описывая свои первые впечатления и «смешанное чувство восхищения и изумления, вызванное внезапным обнаружением шедевра», Ваутерс отмечал, что при первом взгляде счёл триптих работой Хуберта ван Эйка, но затем, исключительно на основании стилевых черт, с уверенностью определил в нём работу Мемлинга: «это его Христос и его ангелы; его колорит, его техника и его идеал». Пытаясь получить хоть какие-то дополнительные сведения, Ваутерс написал отцу Паласиосу де ла Прада, который, подтвердив факт продажи, смог сказать о трёх алтарных панелях лишь следующее: «Мы здесь ничего не знаем ни об их происхождении, ни о том, кто нам их прислал, ни о том, когда это было, ни о художнике, который их написал». Он также пояснил, что монахи-бенедиктинцы покинули Нахеру пятьдесят лет тому назад и, вероятно, увезли с собой весь архив монастыря. Кроме того, Паласиос де ла Прада расспросил местного органиста; тот сообщил, что за всё время его службы картины неизменно стояли за органом и никто их никогда не видел в ином месте. На этом основании Ваутерс предположил, что триптих предназначался для украшения органа.
В 1895 году, через два года после публикации эссе Ваутерса, панели были приобретены антверпенским Королевским музеем изящных искусств у торговца искусством Леона Гоше; музеи не только Берлина, но и Брюсселя от них отказались. В то время многие специалисты сомневались в авторстве Мемлинга; так, если, в частности, вышеупомянутые Вильгельм фон Боде и Гуго фон Чуди, а также Анри Иманс и Людвиг Кеммерер (Ludwig Kaemmerer) поддерживали эту атрибуцию, то другие — Франц Бок, Виктор Ле Руа (Victor Le Roy), Уильям Уил — подвергали её сомнению. В частности, Уил в своей монографии «Hans Memlinc» (1901) писал, что, хотя фигуры ангелов несомненно вдохновлены творчеством Мемлинга, они слишком женственны по своему облику и слабы по исполнению; кроме того, он считал образ Бога Отца «совершенно немемлинговским» и отмечал нехарактерность для его живописи золотого фона. В свою очередь Карл Фолль, признав триптих работой Мемлинга и отметив его значимость как памятника истории искусства, высказал сомнения в его художественных достоинствах и предположил значительное участие мастерской в его создании. Причиной столь скептического суждения стало не в последнюю очередь плохое состояние картин, повлиявшее на восприятие Фоллем их художественного качества. Кроме того, Фолль, как и Ваутерс до него, полагал, что триптих служил украшением органа и, следовательно, выполнял чисто декоративную функцию. Все эти мнения в итоге привели к тому, что антверпенские панели долгое время не вызывали особого интереса у историков искусства и практически не привлекали внимания исследователей. Вместе с тем ими заинтересовались музыковеды, изучающие историю музыкальных инструментов, и музыканты-аутентисты: для них триптих оказался чрезвычайно ценным документом.
В последующей литературе атрибуция антверпенских панелей Мемлингу была принята почти единогласно. Так, Макс Фридлендер причислил их к подлинным работам Мемлинга; Жорж Марлье (Georges Marlier), Людвиг фон Бальдасс и Ипполит Фиренс-Геварт также приняли атрибуцию, хотя последний заявил о несомненном сотрудничестве мастерской художника. Время создания триптиха большинством исследователей определялось как конец 1480-х годов. Аргументы за или против этой атрибуции и датировки по-прежнему основывались исключительно на стилистических особенностях, поскольку новых исторических свидетельств не предоставлялось. Практически единственным, кто её оспаривал, был испанский историк искусства Элиас Тормо-и-Монсо, выдвинувший в 1924 году гипотезу об авторстве некоего «мастера Луиса», активного в Нахере в середине XV века, однако его мнение не нашло последователей.
Ещё один вопрос, которым неизменно задавались исследователи, — степень участия мастерской в столь грандиозном труде, который Мемлинг явно не мог полностью выполнить сам (особенно с учётом того, что сохранившийся триптих, сам по себе огромный, — лишь часть утраченного алтаря). Долгое время участие ассистентов на всех этапах создания антверпенских панелей считалось само собой разумеющимся, однако на практике оказалось непросто определить, насколько оно было значительным и в чём именно состояло. В 1995 году немецкий историк искусства Тиль-Хольгер Борхерт опубликовал посвящённую алтарю Санта-Мария-ла-Реаль статью, где в числе прочего касался этой проблемы. Изучив особенности подготовительного рисунка и сопоставив его с другими работами Мемлинга, Борхерт пришёл к выводу, что они имеют одни и те же характерные черты. На основании этого он заключил, что если участие мастерской и имело место, то исключительно на этапе живописных работ, но не при создании композиции. По его словам, «даже в таком монументальном творении, как Нахерский алтарь, Мемлинг, судя по всему, предпочитал полностью контролировать творчество». К сходному выводу пришла в 2021 году американский историк искусства Мэриэн Эйнсворт: «Очевидно, что Мемлинг сам выполнил подготовительный рисунок для этих панелей, в своей ярко индивидуальной манере». Однако и исследования живописного слоя также не позволили с уверенностью выявить участки, написанные ассистентами: качество живописи практически одинаково и нигде не обнаруживает явных отличий. Вероятнее всего, ими были написаны крылья двух ангелов (первых слева) на правой панели, отличающиеся менее уверенным исполнением, и амикты ангелов центральной панели, складки которых выписаны не так объёмно и убедительно, как на боковых панелях. Можно также предположить, что ассистентам были поручены облака как наименее ответственный участок и, возможно, подготовительные (грунтовочные) слои.

### Сведения о заказчике

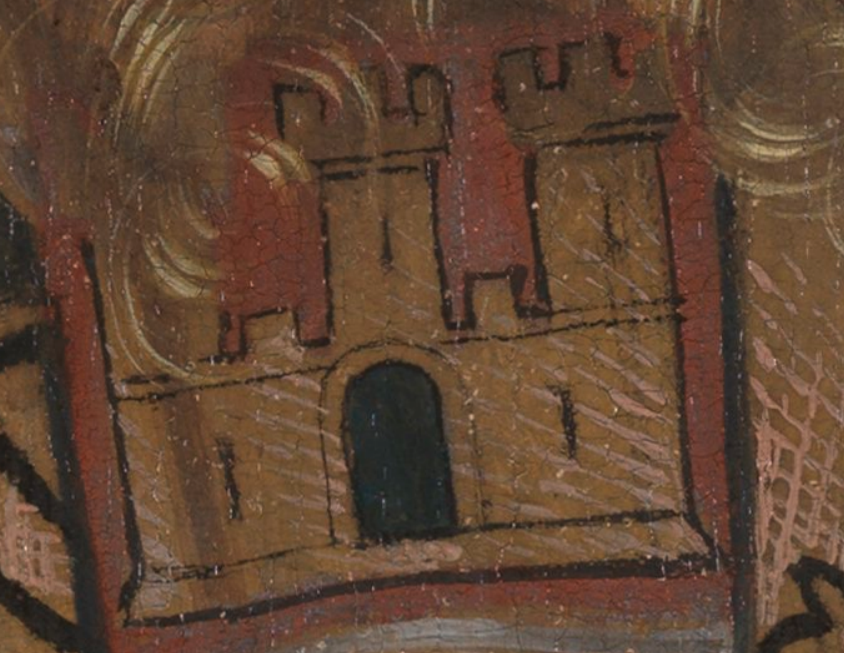
Три башенки — герб Кастилии — на одеянии ангела справа от Христа

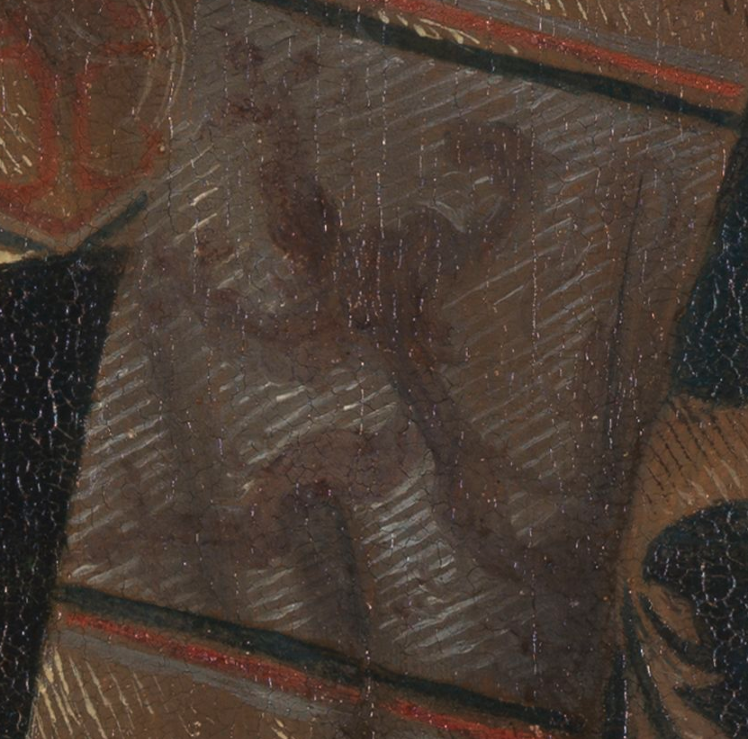
Лев — герб провинции Леон — на одеянии ангела слева от Христа

Долгое время история создания нахерского алтаря и личность заказчика оставались загадкой для исследователей. На этот счёт выдвигались различные гипотезы; так, Альфонс-Жюль Ваутерс в вышеупомянутом эссе предполагал следующее: «триптих, происходящий из Кастилии, был заказан Мемлингу для Кастилии и, вероятно, кастильцем». Внимательно рассмотрев одеяния ангелов, Ваутерс заметил на них замок с тремя башнями — герб Кастилии (в отделке далматики ангела справа от Христа и на манипуле третьего ангела слева от Него), а также льва — герб провинции Леон (на далматике ангела слева от Христа). Из этого он сделал вывод, что либо донатор был уроженцем этих мест, либо сам заказ должен был быть непосредственно с ними связан. Далее Ваутерс предположил, что заказчиком мог быть знатный сеньор или купец, проживавший в то время в Брюгге (где жил и работал сам Мемлинг); ему пришло в голову, что это мог быть кто-то из рода де Нагер (de Naguère), происходившего из испанской Нахеры, представители которого упоминаются в документах XVI века как жители Брюгге. Таким образом, согласно гипотезе Ваутерса, заказчиками были члены этого состоятельного семейства, пожелавшие преподнести произведение искусства в дар монастырю на своей исторической родине.

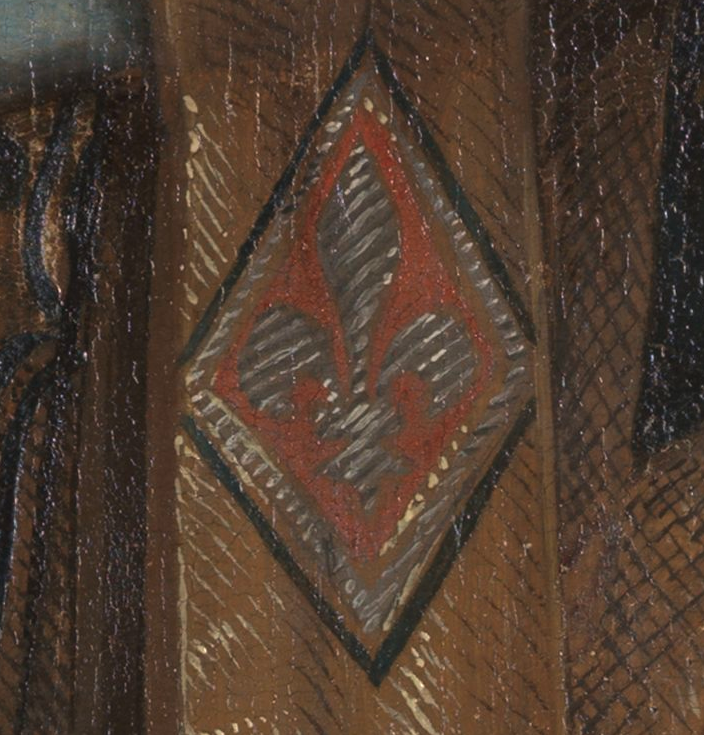
Геральдическая лилия на сто́ле крайнего справа ангела

Позднейшие исследователи также придавали значение изображённым на одеждах ангелов гербам, однако интерпретировали их иным образом. Так, Элиас Тормо-и-Монсо, отметивший, помимо замка и льва, ещё и «геральдическую» лилию — часть герба старинного королевства Нахеры и нахерского монастыря, — полагал, что все эти символы как-то связаны с тогдашним настоятелем аббатства, который и заказал местному живописцу (атрибуцию Мемлингу Тормо-и-Монсо не поддерживал) алтарный образ. Этим настоятелем Тормо-и-Монсо считал Педро Мартинеса де Санта Колому (Pedro Martínez de Santa Coloma), возглавлявшего аббатство с 1423 по 1453 год — на том ошибочном основании, что авторство триптиха он приписывал «мастеру Луису», активному в 1440-х годах.
Тиль-Хольгер Борхерт, опровергая гипотезу Ваутерса, утверждал, что заказчиком никак не могло быть частное лицо: невозможно представить, чтобы некий донатор захотел подарить столь монументальное произведение влиятельному и процветающему аббатству. Как и Тормо-и-Монсо, он считал, что заказ мог исходить только лишь от самого монастыря и был связан с изменением его статуса: как раз около 1489 года Санта-Мария-ла-Реаль обрёл независимость от конгрегации Клюни, которой принадлежал, и, вероятно, получил статус аббатства. Соответственно, целью заказа грандиозного алтаря было утвердить и подчеркнуть это новое положение; заказчиком же мог выступить тогдашний настоятель аббатства Пабло Мартинес де Уруньюэла (Pablo Martínez de Uruñuela). Присутствие в алтарном образе гербов Борхерт объяснял тем, что Санта-Мария-ла-Реаль — давнее место упокоения королей Кастильи и Леона.
Только в 2010-х годах личность заказчика и время создания алтаря удалось установить с достоверностью. В 2018 году сотрудник Королевского института культурного наследия, специалист по ранней нидерландской живописи Барт Франсен (Bart Fransen) опубликовал статью, в которой впервые процитировал ранее не публиковавшийся документ, обнаруженный им в Национальном историческом архиве Мадрида и происходящий из аббатства Санта-Мария-ла-Реаль. Этот документ — «Libro Segundo de los Censos» («Вторая книга описей») — представляет собой копию, сделанную в XVIII веке с утраченного оригинала; в нём говорится преимущественно о периоде настоятельства аббата Пабло Мартинеса, но содержатся также сведения о его предшественниках и присутствуют непосредственные упоминания монастырского алтаря. Первое из них гласит: «В году 1483, 20 июля, дон Гонсало де Кабредо, настоятель Нахеры, уже заказал алтарь во Фландрии». Таким образом, благодаря этой краткой записи, прояснились время заказа, место и личность заказчика. Во второй заметке речь идёт о настоятеле Пабло Мартинесе: он продолжил многие начинания Гонсало де Кабредо и в том числе позаботился, чтобы «алтарный образ, заказанный его предшественником любой ценой во Фландрии, был завершён и установлен». Франсен обращает внимание на выражение «любой ценой» (a toda costa): судя по всему, дону Гонсало было особенно важно, чтобы образ писался во Фландрии. И, наконец, третья запись сообщает три факта: алтарь был установлен в 1494 году; за него была уплачена сумма в 239 383 мараведи; в настоящее время (то есть современное переписчику) панели разобраны и хранятся в клуатре. Получается, что алтарный образ занял своё место в храме лишь в 1494 году: в год смерти Мемлинга и одиннадцать лет спустя после даты заказа. Такая задержка могла быть связана как со сроками работы, так и с обстоятельствами, вызванными смертью Гонсало де Кабредо в 1486 году и возможной нехваткой денег у монастыря (заявленная в документе стоимость была по тем временам чрезвычайно высокой). Как бы то ни было, тот факт, что Мемлинг получил столь грандиозный заказ из Испании, говорит о том, что его имя было известно далеко за пределами Фландрии. По всей видимости, для работы ему были предоставлены подробные пожелания касательно иконографии, включая изображения местных святых (см. «Предполагаемая реконструкция»), а также детальные сведения о размерах и пропорциях храма. Таким образом, Нахерский алтарь стал одним из первых, созданных во Фландрии для испанского заказчика с учётом испанских традиций: вплоть до XVI века в Брюгге продолжали создавать монументальные алтари «на экспорт» для Южной Европы.

### Сохранность, реставрации, исследования
Не сохранилось почти никакой документации о реставрациях триптиха до XXI века; известно лишь, что в Мадриде, куда он попал после продажи монастырём, была произведена «очистка» и что при его поступлении в музей также производились мелкие реставрационные работы. В музейных документах 1901 года говорится об отслоении красочного слоя и высокой степени поверхностного загрязнения. Во время Первой мировой войны панели хранились в подвальном помещении музея; в 1917 году тогдашний главный хранитель Поль де Монт писал в своём отчёте о множественных проблемах: шелушении краски, трещинах, пожелтениях, появлении плесени и т. п. В годы Второй мировой войны собрание живописи также хранилось в подвале, однако о триптихе Мемлинга в этот период имеются лишь краткие упоминания, вновь в связи с распространением плесени. Из музейной документации известно, что панели реставрировались в 1952, 1977, 1979 и 1980 годах, однако подробности не задокументированы. Судя по всему, это были незначительные вмешательства, не устранившие ни одну из критических проблем. Кроме того, вероятно, во время одной из этих реставраций оригинальные дубовые панели были укреплены с задней стороны, для защиты от коробления, дополнительным полужёстким каркасом из двух слоёв деревянных реек, продольных и поперечных (метод паркетажа).

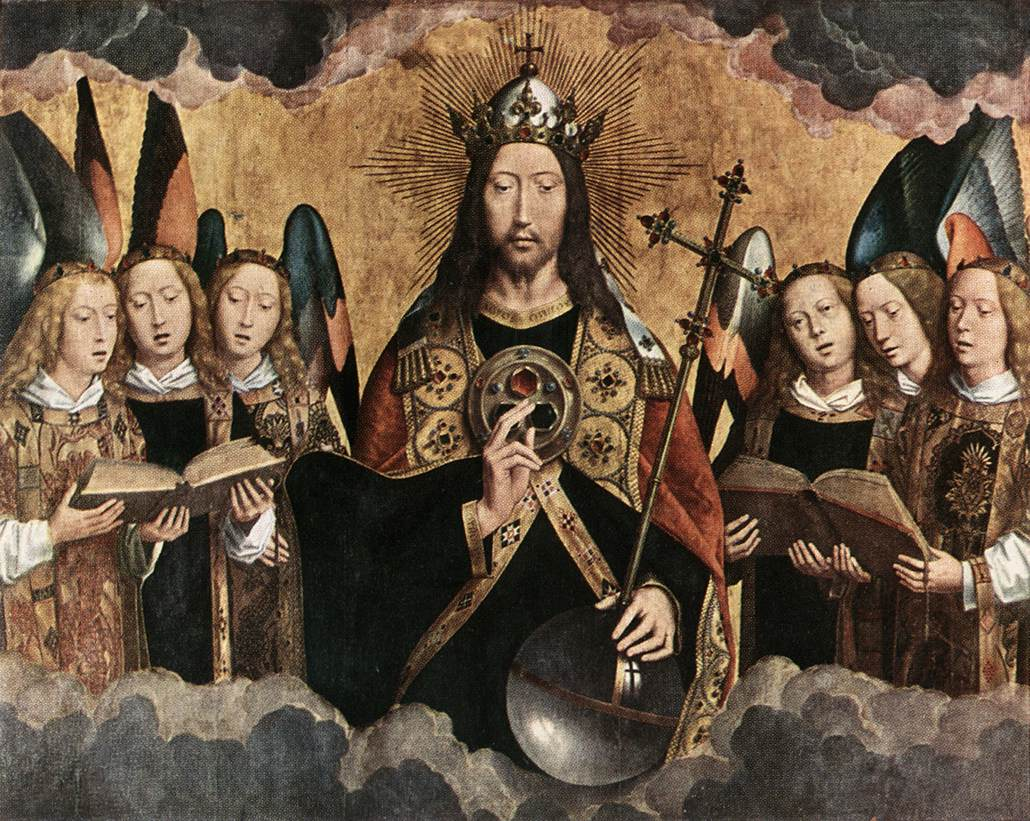
Центральная панель до реставрации. Зелёные участки кажутся почти чёрными и лишёнными объёма

К началу XXI века состояние триптиха было угрожающим: продолжалось отслоение краски, которое могло усугубиться особенностями конструкции (паркетаж, полужёстко стабилизируя деревянную основу, может негативно влиять на грунт и красочный слой из-за сохраняющейся подвижности дерева); лак пожелтел и помутнел; обширные поверхностные загрязнения, исказив колорит и полностью скрыв часть деталей, привели к тому, что живопись стала казаться тусклой и плоской. В 2001 году была начата комплексная реставрация, продолжавшаяся с перерывами вплоть до 2017 года, что было обусловлено как гигантским размером триптиха, так и объёмом работ. Ей предшествовало масштабное предварительное исследование, в ходе которого панели изучались и документировались при обычном освещении, а также с помощью рентгеновского, инфракрасного и ультрафиолетового излучения. В нём участвовали университеты Антверпена и Гамбурга, Национальный оптический институт (INOA), Лондонская национальная галерея и Центр изучения фламандских примитивов (Studiecentrum Vlaamse Primitieven) при Королевском институте культурного наследия; кроме того, реставраторов консультировал международный экспертный комитет.
Первостепенной задачей была фиксация слоёв краски, чтобы предотвратить их отслаивание. Следующим этапом стала очистка красочного слоя от старого лака и загрязнений, а также от реставрационных записей, выполненных крайне некачественно. Самым сложным оказалось удаление оксалата кальция, местами покрывшего красочную поверхность твёрдой коркой и не поддававшегося растворению. Из-за этой «грязной» корки, особенно плотной на участках с медьсодержащими пигментами, некоторые цвета, в частности зелёный, совершенно не воспринимались глазом; многоцветные детали казались монохромными, тёмно-бурыми. Оксалатный налёт пришлось удалять вручную с помощью скальпеля, под микроскопом, миллиметр за миллиметром; эту скрупулёзнейшую очистку удалось завершить лишь к 2013 году. После удаления позднейших записей стало также очевидно, что они маскировали утраты авторского красочного слоя: относительно незначительные на центральной панели и гораздо более серьёзные на правой. В отношении необходимости нынешних поновлений памятника в условиях его музейного экспонирования реставраторы приняли решение выполнить восполняющие тонировки таким образом, чтобы зрительское восприятие не искажалось бросающимися в глаза утратами, но в то же время чтобы опытный глаз мог отличить при ближайшем рассмотрении авторскую живопись от реставрационных тонировок. Наконец, финальным этапом реставрации стало покрытие панелей лаком, последовательно нанесённым в три слоя.
По завершении реставрационных работ оказалось, что плохое состояние панелей прежде мешало искусствоведам оценить их по достоинству и что в действительности триптих, для такого масштабного произведения, отличается редкой тщательностью исполнения. Заключительным итогом реставрации и сопутствовавших ей исследований стал проведённый в марте 2017 года симпозиум, по материалам которого в 2021 году была издана коллективная монография «Harmony in Bright Colors: Memling’s God the Father with Singing and Music-Making Angels Restored» («Гармония в ярких красках. Отреставрированный „Бог Отец с поющими и музицирующими ангелами“ Мемлинга»), рассматривающая триптих в разных аспектах: историческом, стилистическом, техническом, музыковедческом и т. п.
Ещё одной оригинальной инициативой стало воссоздание изображённых Мемлингом музыкальных инструментов (см. раздел «Музыкальные инструменты») и попытка исполнения «ангельского концерта» с их использованием. Этот своеобразный опыт осуществили специалисты бельгийского Центра инструментостроения (Centrum voor muziekinstrumentenbouw) и антверпенский ансамбль «Олтремонтано» (Oltremontano) под эгидой Королевского музея изящных искусств. Все инструменты были воспроизведены с максимальной точностью и после концерта, представлявшего собой «музыкальное приношение» Хансу Мемлингу, заняли своё место в музее рядом с самим триптихом. В 2021 году, в качестве приложения к изданию «Harmony in Bright Colors», был выпущен CD-диск под названием «Paradisi Porte» («Врата рая»): запись исполнения ансамблями «Олтремонтано» и «Тибуртина» (Tiburtina Ensemble) произведений композиторов — современников Мемлинга с использованием «мемлинговских» инструментов.

## Описание

### Техника и материалы

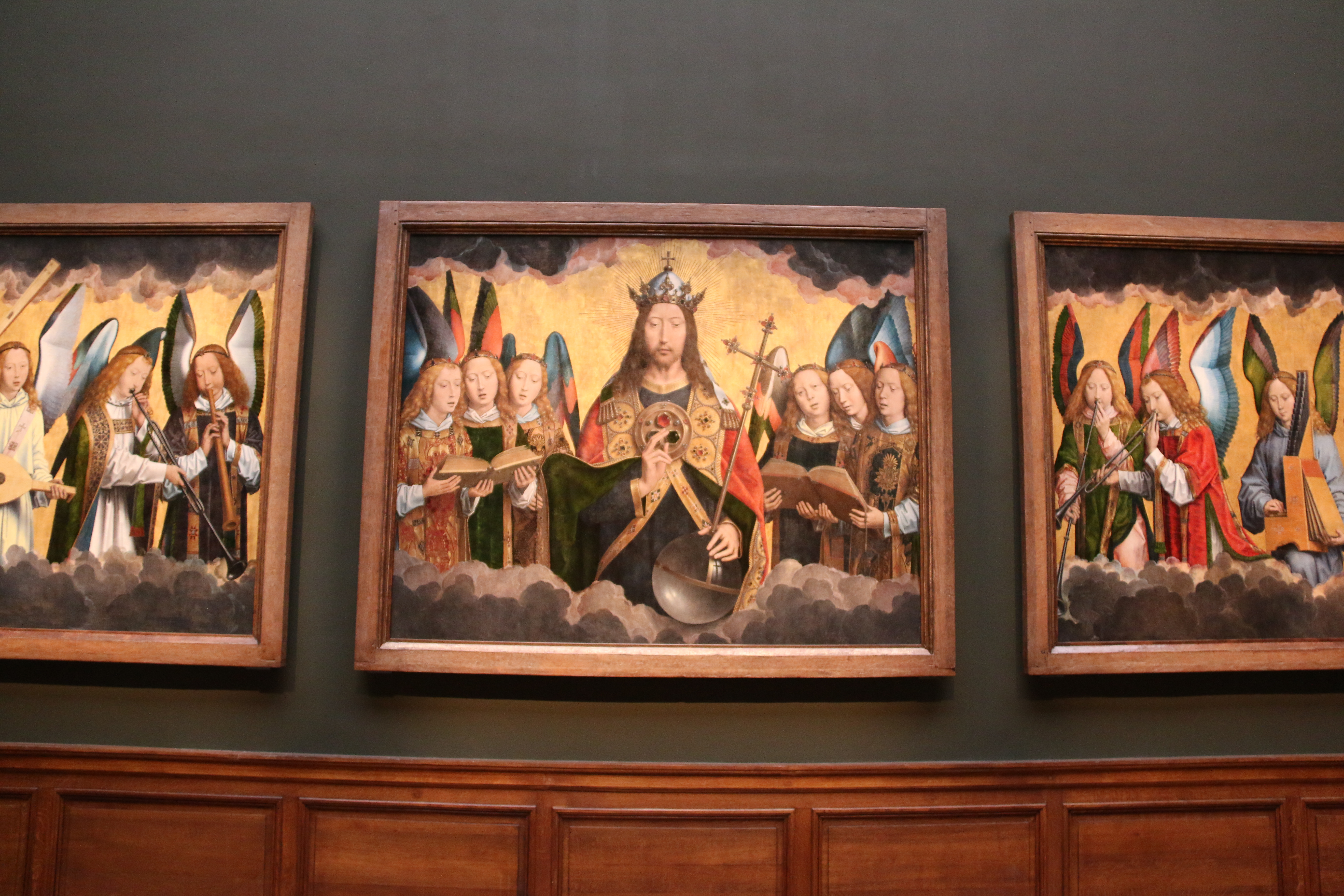
Отреставрированный триптих в экспозиции музея. Деревянные рамы — частично оригинальные

Триптих выполнен масляными красками на дубовых панелях, каждая из которых состоит из нескольких вертикальных (несмотря на горизонтальную ориентацию самой композиции) элементов: боковые — из девяти, центральная — из восьми. Лизет Классен (Lizet Klaassen) и другие члены реставрационной группы полагают, что такое техническое решение обусловлено соображениями прочности: древесина с вертикальной ориентацией волокон устойчивей к нагрузкам, что особенно важно для произведения гигантских размеров. Дендрохронологический анализ показал, что самое молодое из колец ядровой древесины образовалось в 1465 году; с учётом количества колец заболони и времени, необходимого на высушивание, получается, что доска могла быть изготовлена около 1482 года, — это вполне соотносится с принятой датировкой алтаря периодом между 1483 (дата заказа) и 1494 годом (дата установки). Несмотря на вполне удовлетворительное состояние, оригинальные панели были позднее (возможно, в 1950-х или 1960-х годах) укреплены методом паркетажа, для чего понадобилось почти вдвое уменьшить их оригинальную толщину (сейчас она составляет 1 см). В результате была полностью утрачена задняя поверхность панелей со следами процесса изготовления и креплений.
Исследования показали, что под грунтом присутствует тонкий проклеечный слой; что касается самого грунта, он крайне нетипичен для северноевропейской живописи XV века: в его состав входят одновременно мел и гипс (точнее, их слои неравномерно чередуются). Если в Южной Европе предпочитали гипсовые грунты, то в Северной они использовались лишь в раннем Средневековье, задолго до создания антверпенских панелей; что же касается комбинации обоих веществ, то она, по мнению экспертной группы, уникальна для ранненидерландской живописи. Было выдвинуто множество версий, объясняющих эту необычную практику, однако однозначного ответа нет.
Подготовительный рисунок, изучавшийся с помощью инфракрасной рефлектографии, выполнен, по всей видимости, одновременно сухим материалом (вероятнее всего, чёрным мелом) и жидким красящим веществом с помощью кисти. Свободная, эскизная манера в сочетании с тщательной проработкой ключевых элементов характерна для Мемлинга и выдаёт руку опытного, уверенного в себе мастера. Крайне необычно то, что подготовительный рисунок просвечивает сквозь красочный слой и виден даже невооружённым глазом, в особенности в области рук и лиц ангелов. Даже если принять во внимание истончение красочного слоя со временем, всё равно велика вероятность того, что рисунок был заметен и сразу после создания алтаря. Вероятно, объясняется это тем, что композиция была рассчитана на восприятие с большого расстояния (тем более что в других, не столь грандиозных творениях Мемлинга подготовительный рисунок, напротив, не всегда различим даже с использованием технических средств); возможно также, что он играл некоторую роль в светотеневой моделировке лиц. В подготовительном рисунке правой панели присутствуют буквенные пометы, которые были интерпретированы как указания на необходимость использования того или иного цвета. Их можно было бы счесть инструкциями для ассистентов, однако живопись на соответствующих участках не позволяет с однозначностью утверждать, что она выполнена рукой менее опытного художника.
Для создания золотого фона использовалось сусальное золото: им покрыта бо́льшая часть поверхности. Комплексные материалографические исследования выявили также присутствие серебра: в микроскопическом количестве на центральной и левой панели, и в гораздо большем на правой. По всей видимости, золото, использовавшееся для позолоты правой панели, было менее качественным и содержало значительную примесь серебра, что впоследствии отразилось на её внешнем облике. Поскольку серебро, в отличие от золота, подвержено коррозии, со временем золотое покрытие правой панели разрушилось или покрылось тёмными пятнами.
Красочный слой наносился следующим этапом после золочения; использованные пигменты (свинцовые белила, свинцово-оловянная жёлтая краска, азурит, природный ультрамарин, жжёная кость, киноварь, краплак, зелёная медная краска) и живописные техники традиционны для XV века. Несмотря на ограниченную палитру, Мемлингу удалось получить богатый спектр цветов и оттенков. Авторские исправления и отхождения от подготовительного рисунка незначительны и касаются преимущественно деталей инструментов и постановки пальцев ангелов-музыкантов. Так, трижды перерабатывалась фигура ангела с органом-портативом (см. «Инструменты правой панели», № 8 ): менялась форма самого инструмента и положение рук играющего.
Все три панели экспонируются в простых деревянных рамах без видимых следов росписи. Как известно из записей Ховельяноса, уже к концу XVIII века алтарь находился в разобранном состоянии; следовательно, оригинальная конструкция рам и креплений была утеряна уже тогда. Не сохранилось никаких документальных свидетельств о внешнем виде и состоянии рам на момент поступления триптиха в Королевский музей. Дендрохронологический анализ показал, что по крайней мере часть дерева датируется серединой XV века; остальное представляет собой тщательно выполненные позднейшие надставки, частично сделанные, вероятно, ещё до приобретения панелей музеем, частично — в XX веке. В ходе исследований на рамах всех трёх панелей обнаружились частицы золота по краю красочного слоя: возможно, следы изначальной позолоты. Кроме того, детали деревянной конструкции позволяют предположить, что рамы были украшены декоративными накладками. При реставрации было принято решение оставить рамы в их настоящем виде, без каких-либо изменений.

### Иконография и композиция

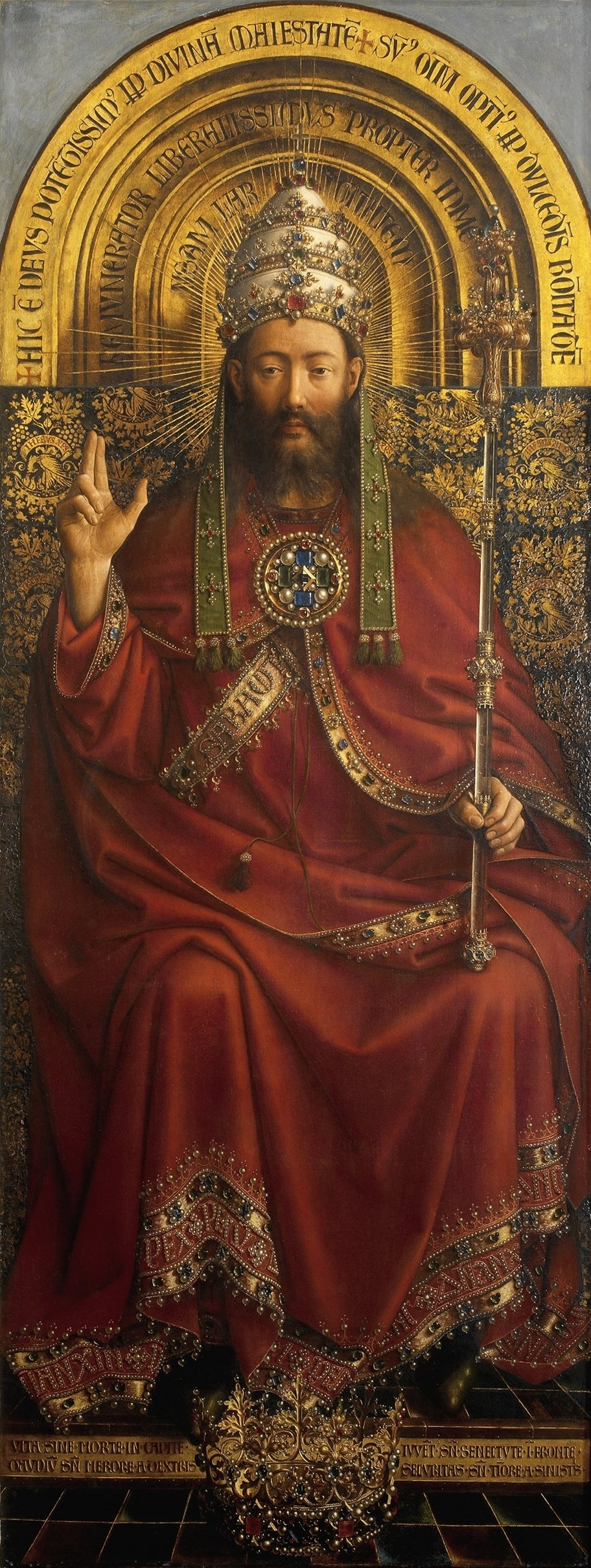
Фигура Бога Отца на центральной створке верхнего ряда Гентского алтаря

Дошедшая до наших дней композиция представляет собой монументальный (170 × 675 см) триптих, изображающий Христа или Бога Отца в окружении шестнадцати поющих и музицирующих ангелов. Фигуры ангелов, расположенные в ряд, симметрично сгруппированы по восемь с каждой стороны от Бога Отца; шестеро (две группы по трое) из них поют, десятеро (две группы по пять) играют на музыкальных инструментах. По всей видимости, три антверпенские панели составляли верхнюю часть гигантского полиптиха, предположительно изображавшего Вознесение Богоматери, которой посвящена церковь Санта-Мария-ла-Реаль. Фигуры представлены почти в человеческий рост; в целом алтарный образ несомненно превосходил своими размерами не только все предыдущие работы самого Мемлинга, но и всё, что создавалось до него фламандскими художниками, включая знаменитый Гентский алтарь братьев ван Эйков. Такого рода грандиозные алтари вообще не характерны для фламандской церковной живописи; это чисто испанская традиция, к особенностям которой Мемлинг должен был адаптировать своё искусство.
Вплоть до недавнего времени большинство исследователей видели в центральной фигуре Иисуса Христа (иконографический тип «Спаситель мира»); как Христос он описывался и в изданиях Королевского музея. Альфонс-Жюль Ваутерс писал, что созданный Мемлингом образ словно бы иллюстрирует слова Евангелия: «…увидят Сына Человеческого, грядущего на облаках небесных с силою и славою великою» (Матф. 24:30); «…приидет Сын Человеческий во славе Отца Своего с Ангелами Своими» (Матф. 16:27).

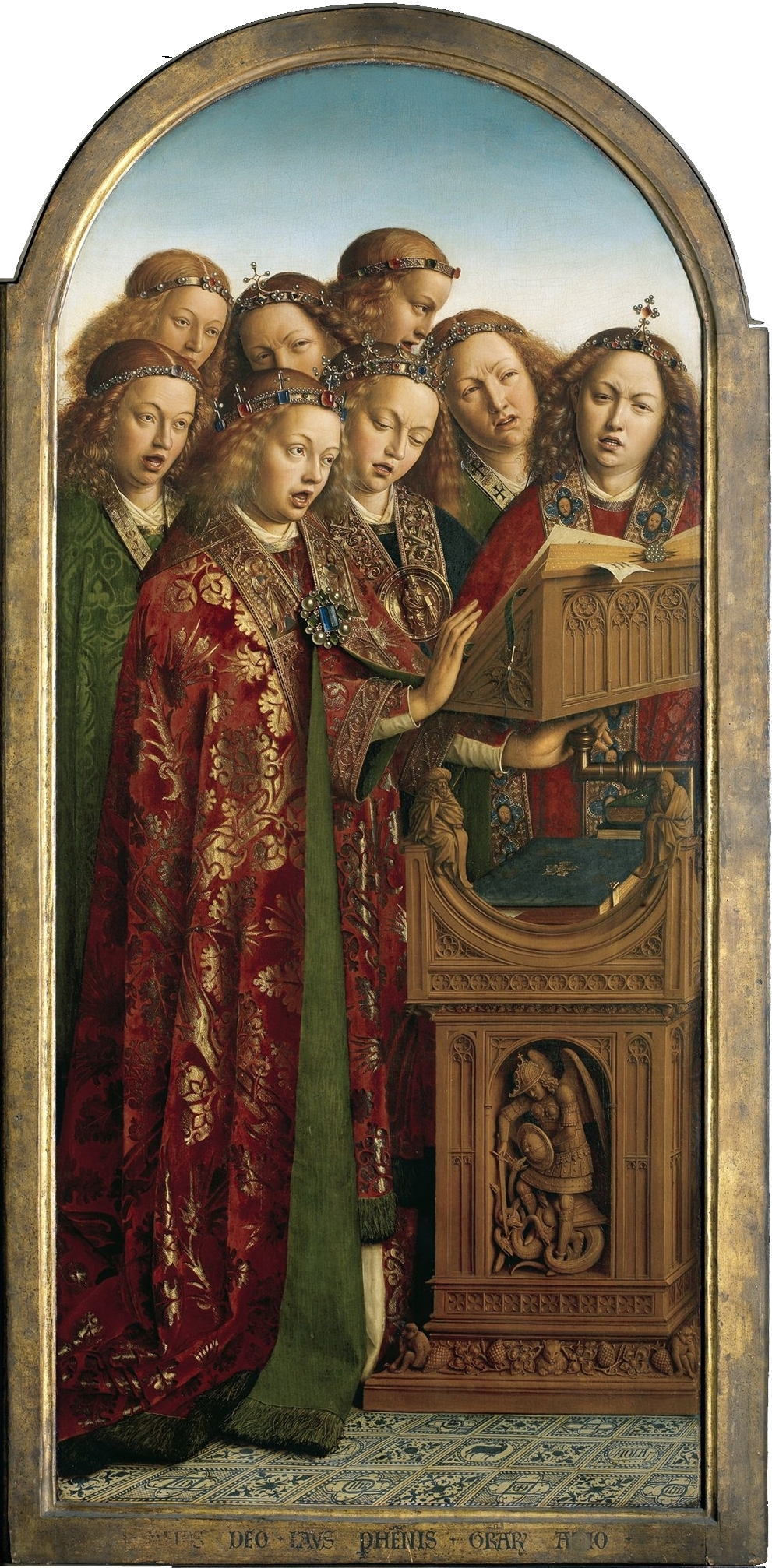
Поющие ангелы на левой створке верхнего ряда Гентского алтаря

Однако в современных публикациях возобладала интерпретация центрального образа как Бога Отца; такой трактовки придерживаются авторы коллективной монографии и представители Королевского музея. Так, Барт Франсен замечает, что, хотя неканоничная для христианской иконографии «моложавость» Божественного лика вводит в заблуждение современного зрителя, современникам Мемлинга она могла говорить о том, что в этой фигуре следует видеть единовременное изображение Отца и Сына. Бельгийский историк искусства Пол Ванденбрук (Paul Vandenbroeck) поясняет также, что иконографически изображение Сына с атрибутами Отца может быть способом зрительно представить Господа, Которого не может лицезреть ни один смертный; более того, в интерпретации Мемлинга оно также содержит отсылки к иконографии Троицы. Ванденбрук замечает, что этот образ близок фигуре Бога Отца с центральной створки Гентского алтаря, в которой также слились черты Бога Отца и Сына, однако пояснительная надпись над ней гласит: Hic est Deus — «Се есть Бог». Несомненную параллель между обоими изображениями отмечали и другие историки искусства; видел ли Мемлинг Гентский алтарь собственными глазами или полагался на копии, неизвестно, но во всяком случае он дал образу совершенно иную трактовку, заимствовав лишь отдельные элементы иконографии.

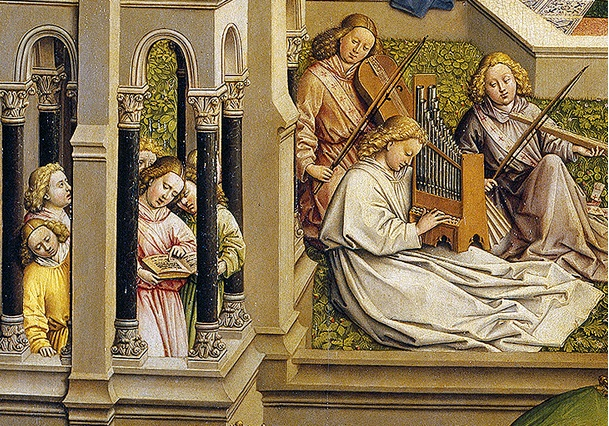
Поющие и музицирующие ангелы. Деталь картины «Источник благодати». Ок. 1440—1450. Прадо (Мадрид)

С Гентским алтарём Нахерский алтарь сближает ещё одна черта: присутствие в композиции обоих произведений поющих и музицирующих ангелов. Иконографическая традиция подобных изображений опирается на представление о рае как о месте, где звучит «небесная» музыка, выражающая высшую гармонию и красоту. В числе возможных источников музыкальных мотивов в изобразительном искусстве — текст 150-го псалма, представляющий собой хвалебную песнь Богу: «Хвалите Его со звуком трубным, хвалите Его на псалтири и гуслях; хвалите Его с тимпаном и ликами, хвалите Его на струнах и органе» (Пс. 150). Особо часто «ангельские концерты» сопутствуют сценам Вознесения и Коронования Богоматери, первая из которых, вероятно, и была изображена на центральной части алтарного образа (см. раздел «Предполагаемая реконструкция»). Что касается нидерландской живописи XV века, то хотя в ней и встречаются связанные с музыкой образы, в том числе в нескольких работах самого Мемлинга, в целом мотив «небесной музыки» для неё редок и малораспространён. Одно из наиболее близких в этом плане произведений — картина «Источник благодати» неизвестного художника круга Яна ван Эйка из собрания музея Прадо, датируемая серединой XV века. На ней можно видеть некоторые из инструментов, изображённые на панелях антверпенского триптиха, в том числе редкий в изобразительном искусстве трумшайт (см. «Музыкальные инструменты»); возможно, Мемлинг был знаком с этим произведением: непосредственно или по копиям. Как бы то ни было, в его собственном творчестве музыкальные мотивы столь часты, что это дало основание Людвигу Кеммереру предположить в нём «любителя музыки» (Freund der Musik), знакомого с достижениями современной ему нидерландской школы: по Кеммереру, «в его [Мемлинга] картинах живёт тот же дух единения искусств, что и в музыкальных творениях Дюфаи и Жоскена Депре».

#### Центральная панель

Центральная панель

Центральная панель (инвентарный номер 778) имеет размеры 169,7 × 212,5 см (по другим источникам 164 × 212 см, 169,5 × 213 или 167,7 × 212,7 см) и фигурирует на официальном сайте музея под названием «Бог Отец с поющими ангелами». На фоне золотого неба, сияющего в обрамлении пепельно-серых облаков, которые идут по периметру всех трёх панелей, изображена фигура Бога Отца / Христа. В левой руке Он держит хрустальную сферу с крестом: державу, символ владычества над землёй; мотив креста усилен крестообразным отражением оконной рамы в поверхности сферы; правая рука совершает благословляющий жест. На голове у Него папская тиара с диадемой, увенчанная крестом; золотая диадема напоминает корону, которую украшают стилизованные лилии — символ королевской власти и в то же время Троицы; нимб вокруг головы передан тёмными рельефными лучами-штрихами. Его одежды напоминают облачение первосвященника (тёмная альба или туника, алая капа с зелёной подкладкой и перекрещивающаяся на груди стола), расшитое золотом и отделанное драгоценными камнями и жемчугом; на золотой оторочке альбы читаются слова «AGYOS O THEOS» — «свят Господь», на рукаве — «O THOMEL», что, возможно, является производным от греческого слова «алтарь». Края каппы скреплены пряжкой-фибулой с тремя драгоценными камнями: символом Святой Троицы. Подобное сочетание атрибутов сакрального и профанного характера говорит о том, что в центральной фигуре объединены образы Вседержителя и Верховного Пастыря; Троицы, Христа и Бога Отца. Взгляд Его устремлён вниз; если верно предположение, что под триптихом располагалась сцена Вознесения Богоматери, тогда Он смотрит на Неё и к Ней обращает благословение. М. Ю. Герман, автор монографии о Мемлинге, замечает, что в его творчестве «нередки округлые, благостно-спокойные лики Христа»; к этому типу он относит и антверпенский образ.

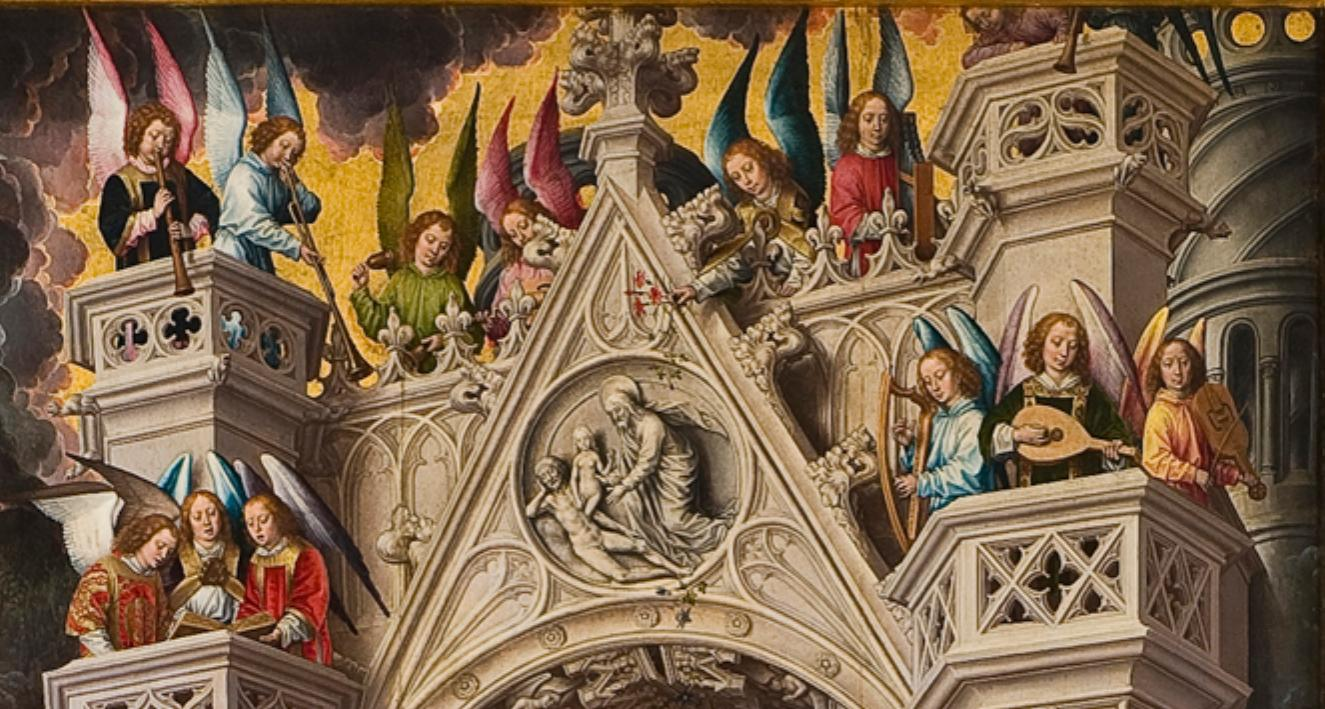
Ханс Мемлинг. Страшный суд (деталь). Ок. 1467—1471. Национальный музей (Гданьск)

С обеих сторон Спасителя окружает по трое ангелов, держащих в руках толстые книги — вероятно, сборники гимнов или псалтыри. Альфонс-Жюль Ваутерс отмечает их сходство с ангельской группой, изображённой на другой, более ранней работе Мемлинга: триптихе «Страшный суд» (ок. 1467—1471). Воспевающие хвалу Господу ангелы исполнены кротости, их ниспадающие локоны увенчаны золотыми обручами, за спиной у них разноцветные крылья. Лики ангелов созерцательно-безмятежны; в них нет экспрессии, присущей образам Гентского алтаря. Одежды их, как и одежды Христа, напоминают литургические одеяния, богато украшенные и расшитые золотом. Морис Макнами (Maurice B. McNamee) идентифицирует их как облачение диаконов и субдиаконов — альбы, далматики, амикты и манипулы (на левых руках). На далматике крайнего слева ангела читаются буквы HS, RIA (в верхней части) и MAR (внизу) — несомненно, части монограммы IHS (от первых букв греческого написания имени Иисус) и имени Мария. Кроме того, в отделке ангельских одеяний присутствуют гербы Кастилии, провинции Леон и королевства Нахеры (см. раздел «Сведения о заказчике»), а среди разнообразных узоров, украшающих далматику крайнего справа ангела, присутствует изображение орла с распростёртыми крыльями.
Примечательно, что «певцы» находятся ближе к Богу, чем «музыканты»: возможно, это отражает современную Мемлингу практику, в которой церковные певчие имели более высокий статус, чем инструменталисты. Расположение группами по трое может подразумевать, что поётся некий григорианский антифон: обе группы поочерёдно исполняют, к примеру, стихи псалма. О большей вероятности звучания монодической музыки, нежели полифонической, говорят и внешние особенности книг, по которым она исполняется (сборники полифонической музыки были бы больше по формату, но тоньше), и относительная однообразность мимики, особенно заметная в сравнении с ангелами Гентского алтаря.

#### Левая панель

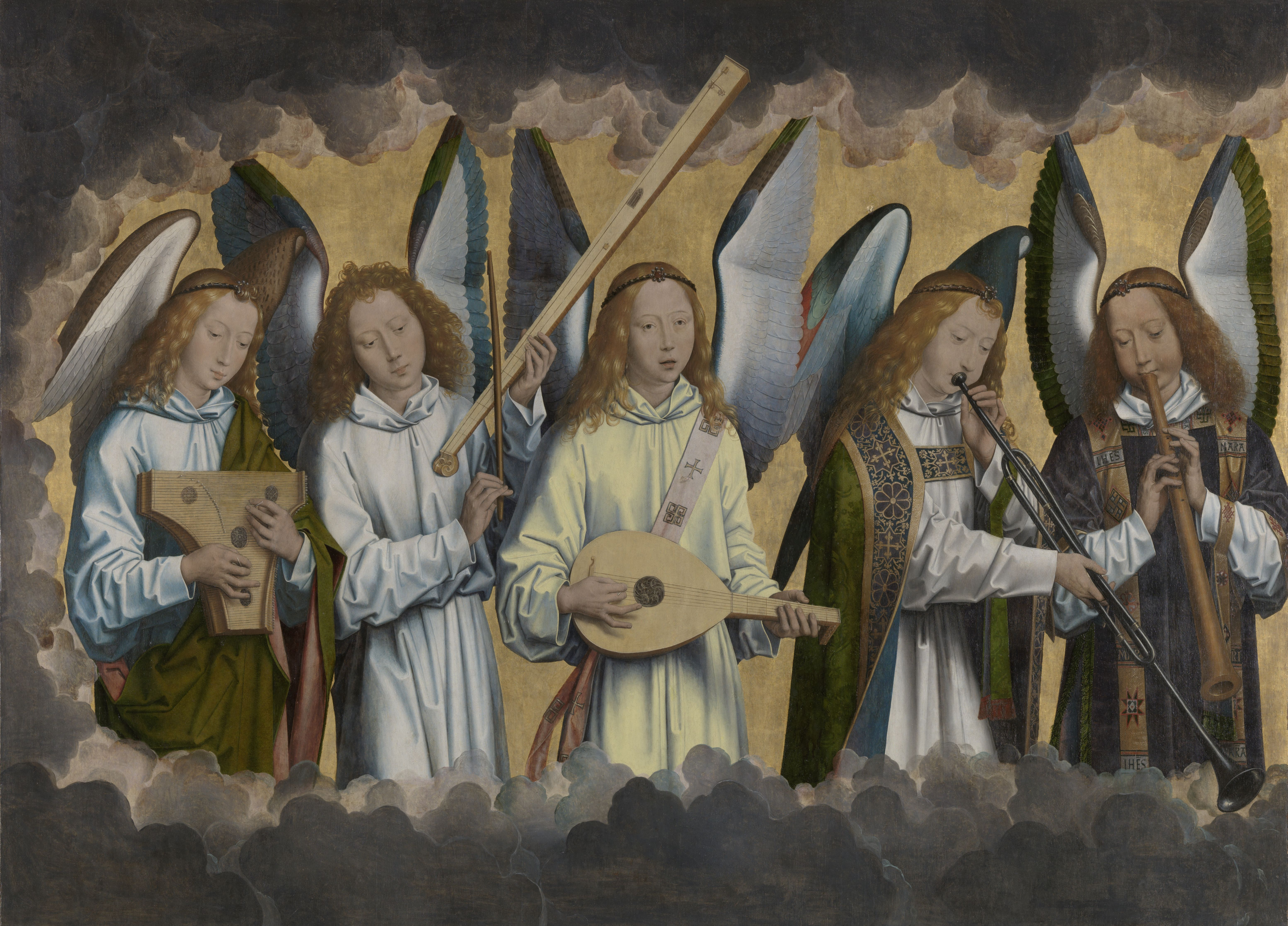
Левая панель

Левая панель (инвентарный номер 779) имеет размеры 170 × 231,5 см (по другим источникам 165 × 230 см); на сайте музея она указана под названием «Музицирующие ангелы». Композиция боковых панелей отличается симметричностью и простотой: на обеих изображены ангелы с музыкальными инструментами, расположенные в ряд группами по пять. В то же время боковые панели образуют единое целое с центральной: фигуры ангелов-музыкантов изображены на том же золотом фоне и в обрамлении тех же голубовато-дымчатых облаков, по краям подсвеченных бледно-розовым. Исследователи неоднократно отмечали нехарактерность золотого фона для живописи Мемлинга; предполагалось, что использование им золота могло быть уступкой испанским вкусам. Польский историк искусства Антоний Земба считал, что золотой фон как художественное решение был обусловлен особенностями пространства: вначале алтарь воспринимался вошедшим в храм зрителем с большого расстояния, в дальнем конце образованной пятью пролётами перспективы, и нужно было, чтобы фигуры Бога и ангелов отчётливо выделялись и легко различались глазом.
Ангелы изображены практически в человеческий рост, хотя часть их тела ниже колен скрыта облаками; почти в натуральную величину представлены и музыкальные инструменты, на которых они играют. У ангелов на левой панели в руках (слева направо, от внешнего края по направлению к Христу): псалтерий, трумшайт, лютня, труба, шалмей. О центральном образе этого ряда — ангеле с лютней — Эрнст Гомбрих отзывался так (сравнивая его с другим, работы итальянского художника Мелоццо да Форли): «Чтобы воспринять своеобразную красоту мемлинговского ангела, потребуется чуть большее усилие, но с того момента, как нас перестала смущать некоторая скованность фигуры, открывается бесконечная пленительность его образа». Альфонс-Жюль Ваутерс также считал, что образ ангела-лютниста, который нежно перебирает струны, глядя в пространство «невидящим взглядом сновидца», отличается особым обаянием.
Как и ангелы-певцы, ангелы-музыканты облачены в священнические одеяния: на всех (по идентификации Макнами) надеты альбы и амикты; на первом от внешнего края ангеле широкая стола, носимая диаконом в Великий пост, на втором — только альба и амикт, на третьем — обычная диаконская стола, на четвёртом — расшитая крестами капа и манипул, на пятом — далматика и манипул. На далматике ближайшего к Христу ангела читаются слова IHES — вариант написания монограммы IHS — и MARA, что, по Макнами, связано с этимологией имени Мария как производного от древнееврейского слова «горечь». Пол Ванденбрук считает, что повторяющиеся вариации этих имён в разных написаниях на одеждах ангелов призваны подчеркнуть связь между Матерью и Сыном (учитывая, что общей темой алтарной композиции было, вероятно, Вознесение Богоматери).

#### Правая панель

Правая панель

Размер правой панели (инвентарный номер 780) составляет 170 × 231 см (по другим источникам 165 × 230 см); на сайте музея она, как и левая панель, фигурирует под названием «Музицирующие ангелы».
Инструменты, на которых играют ангелы (слева направо), — прямая труба, изогнутая труба, портативный орган, арфа, фидель. Музыковеды отмечают, что в расположении инструментов на обеих панелях прослеживается своего рода градация: ближе к краю расположены «тихие» инструменты, ближе к центру — «громкие». Подобное расположение, вероятно, не столько обусловлено современной Мемлингу практикой музицирования, сколько передаёт некие символические смыслы. В современной Мемлингу действительности «тихие» инструменты практически никогда не использовались совместно с «громкими»; по всей видимости, явная обособленность этих двух групп в пространстве обеих панелей отражает этот факт.
Литургические одеяния ангелов правой панели Макнами идентифицирует следующим образом: как и на левой панели, все ангелы облачены в альбы и амикты; далее, слева направо, на первом ангеле далматика, на втором — далматика и манипул, на третьем только альба и амикт, на четвёртом — диаконская стола, на пятом — капа. Полы каппы пятого ангела традиционно скреплены на груди полосой ткани; в изображении на этой полосе Макнами видит пасхального агнца как прообраз жертвы Иисуса Христа. При ближайшем рассмотрении на золотой оторочке его одеяния можно также различить изображения пророков, возвещающих пришествие Христа и узнаваемых по своеобразным головным уборам и свиткам. На далматике второго ангела присутствуют, в разных вариациях (IHES, IH, MAR, …ARA и т. п.), имена Иисуса и Марии.
Говоря о художественных достоинствах триптиха, Альфонс-Жюль Ваутерс особо отмечал двух ангелов с боковых панелей, которые, по его мнению, «достойны быть причисленными к лучшим созданиям мэтра». Помимо ангела с лютней, изображённого в центре левой панели, Ваутерс выделял также центральный образ панели правой: ангела «восхитительной чистоты, который, склонив голову и опустив веки, зачарованно вслушивается в гармонию созвучий своего орга́на».

### Музыкальные инструменты

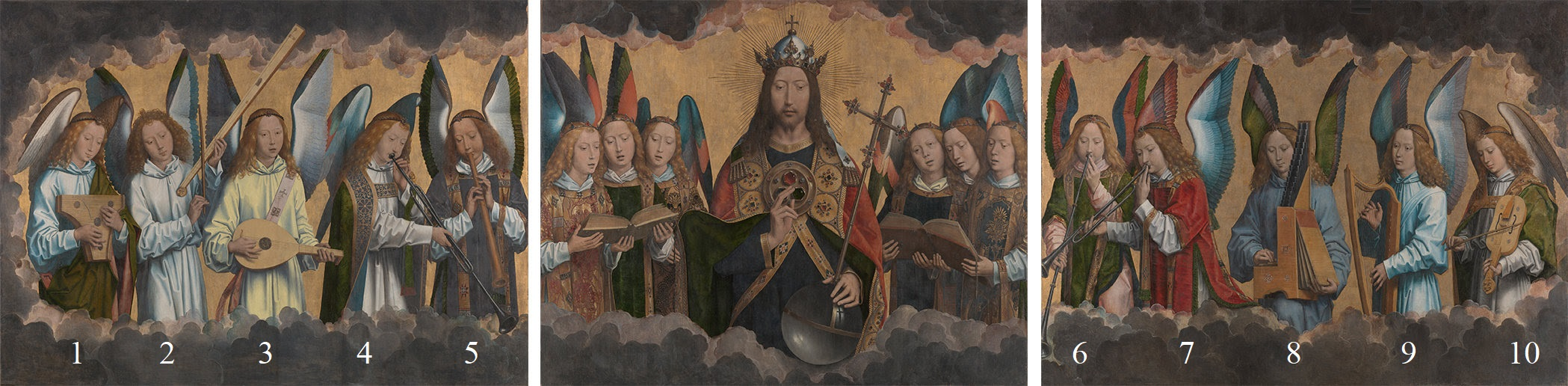
Музыкальные инструменты пронумерованы слева направо

«Бог Отец с поющими и музицирующими ангелами» — не единственное произведение Мемлинга, в котором фигурируют музыкальные инструменты: в числе других триптих «Страшный суд» (1467—1471), «Алтарь двух Иоаннов» (1474—1479), «Триптих земной суеты и Божественного спасения» (ок. 1485) и знаменитая рака Святой Урсулы (1482—1489). Однако в Нахерском триптихе инструменты изображены с исключительной тщательностью и в натуральную величину, что придаёт ему особую ценность с точки зрения истории музыки: по словам А.-Ж. Ваутерса, в этом отношении он представляет собой «документ первостепенной важности, несомненно самый полный из всех, какие оставил нам XV век». В своей работе «Sept études pour servir à l’histoire de Hans Memling» Ваутерс идентифицировал и описал все десять инструментов; их касались в своих трудах историки музыки Эмануэль Винтерниц и Райнхольд Хаммерштайн; музыковедческому анализу триптиха посвящены работы ряда современных исследователей, в частности Джереми Монтегю (Jeremy Montagu), Карела Мунса (Karel Moens) и Кита Полка (Keith Polk). Джереми Монтегю утверждает, что Мемлинг, несомненно, имел некоторое представление о том, как играют на изображённых им инструментах: в отличие от многих других художников, он корректно показывает положение инструмента и постановку пальцев, хотя и допускает иные мелкие неточности. Карел Мунс также считает созданные им изображения «удивительно реалистичными». В целом исследователи убеждены, что антверпенский триптих можно считать, с отдельными поправками и оговорками, надёжным источником сведений о музыкальных инструментах конца XV века.

#### Инструменты левой панели

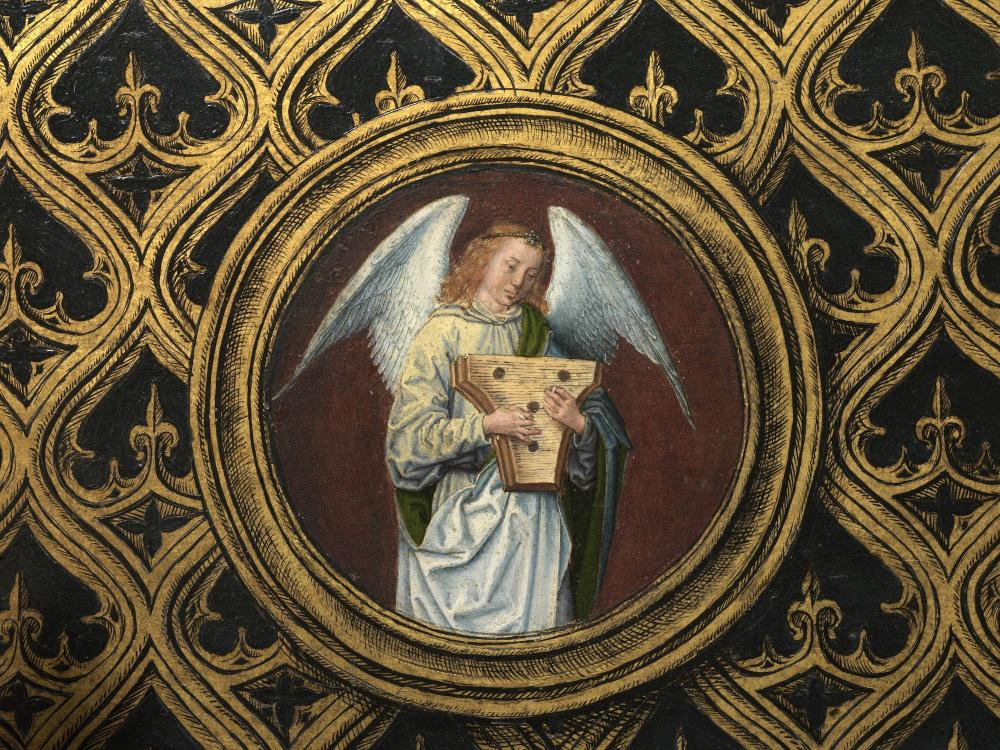
Рака святой Урсулы. Деталь. Медальон с изображением ангела, играющего на псалтерии

Первый инструмент, если смотреть слева направо, — псалтерий, распространившийся в Европе в конце XI — XII веках и часто встречающийся в современных Мемлингу произведениях изобразительного искусства. Весьма похожее изображение ангела с псалтерием можно видеть в одном из миниатюрных медальонов, которыми украшены скаты «крыши», венчающей раку святой Урсулы. На антверпенском триптихе меж пальцев ангела хорошо различимы два плектра, представляющие собой полые стержни перьев. Задаваясь вопросом об исторической достоверности изображённого инструмента, Джереми Монтегю и вслед за ним Карел Мунс отмечают, что, хотя в целом его черты узнаваемы и характерны, количество и расположение струн и колков не позволяют понять, каким образом этот псалтерий был настроен.
Второй инструмент — трумшайт, или тромба марина: однострунный смычковый инструмент (разновидность, изображённая Мемлингом, имеет вторую добавочную струну), звучание которого благодаря вибрирующей подставке могло напоминать звук трубы. Начиная с XVII века, когда трумшайт существенно вырос в размерах, нижний его край при игре упирался в землю; так его обычно и изображали художники соответствующей эпохи. Впоследствии это породило недоразумения: так, Ваутерс считал, что Мемлинг никогда не видел, как играют на трумшайте, поскольку его ангел держит инструмент «наистраннейшим образом». Однако в XV—XVI веках способ игры был именно таким, как показано на картине: корпус инструмента был направлен вверх. В то же время Мемлинг допустил другую небрежность: на смычке, который держит ангел, отсутствует волос.

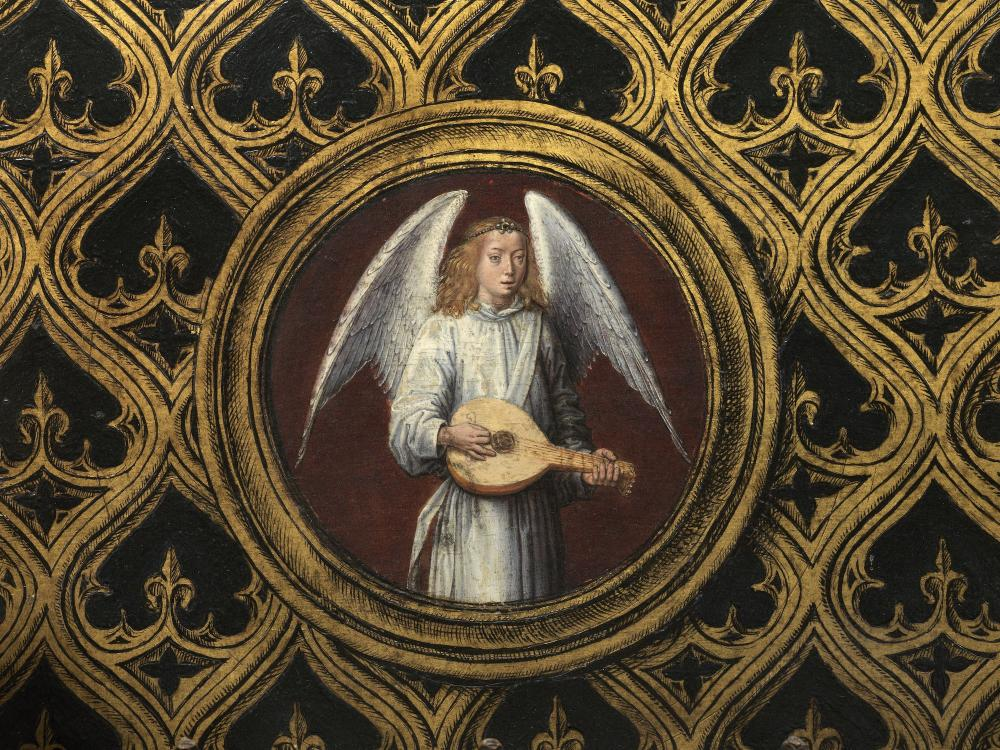
Рака святой Урсулы. Деталь. Медальон с изображением ангела, играющего на лютне

Третий ангел играет на лютне: инструменте, пользовавшемся наибольшей популярностью среди всех, представленных в триптихе. Мемлинг неоднократно изображал лютню в своих произведениях; присутствует она и в одном из медальонов раки святой Урсулы. Звук, как и при игре на псалтерии, извлекается с помощью плектра, сделанного из птичьего пера: именно таким плектром перебирает струны ангел-лютнист. Что касается самой лютни, изображённый Мемлингом инструмент имеет шесть струн и розетку (резонаторное отверстие) с тонкой резьбой, которой было принято украшать инструменты. Дж. Монтегю и К. Мунс отмечают, однако, что расположение ладов на грифе, как и в случае псалтерия, выглядит неправдоподобным.
Следующий, четвёртый инструмент — одна из трёх труб (две другие изображены на правой панели). Все три имеют разную форму; общего у них то, что все они, судя по всему, изготовлены из потемневшего от времени серебра и все имеют мундштук. Труба на левой панели — одна из двух изогнутой формы; исследователи задаются вопросом, представляют ли они собой так называемую трубу с кулисой, однако, хотя эта разновидность трубы в XV веке уже существовала, ничто явным образом не указывает на то, что изображённые в триптихе инструменты имеют выдвижной элемент. В то же время её соседство с шалмеем (№ 5) позволяет предположить, что оба инструмента составляют дуэт: своего рода «урезанную» версию духового ансамбля, в которых наряду с шалмеями использовались именно трубы с кулисой.
Последний, пятый инструмент на левой панели — шалмей: также духовой инструмент, предшественник современного гобоя. Обычно на нижнюю часть трости надевалась специальная насадка — «пируэт» — служившая упором для губ исполнителя, однако на изображённом Мемлингом инструменте эта деталь отсутствует. Расположение пальцевых отверстий представляется изображённым корректно, однако Карел Мунс замечает, что оно отличается от их расположения на шалмее, на котором играет один из ангелов гданьского «Страшного суда» (см. «Центральная панель»).

#### Инструменты правой панели
На правой панели шестой и седьмой ангелы играют на трубах, одна из которых имеет прямую форму, другая — изогнутую. Вместе с трубачом и исполнителем на шалмее, изображёнными у правого края левой панели, они образуют группу духовых инструментов, члены которой, в отличие от других музыкантов, обращены друг к другу и к центральной фигуре. Если исходить из того, что пение ангелов представляет собой григорианскую монодию, тогда аккомпанирующая роль инструментов исключена; для исполнения же сложной полифонической музыки натуральная труба не годилась. Скорее, подобное расположение музыкантов может отражать современную Мемлингу практику духовых ансамблей, сопровождавших религиозные процессии и состоявших из двух шалмеев и трубы или двух труб и шалмея. Третья труба, возможно, была добавлена ради визуальной симметрии.

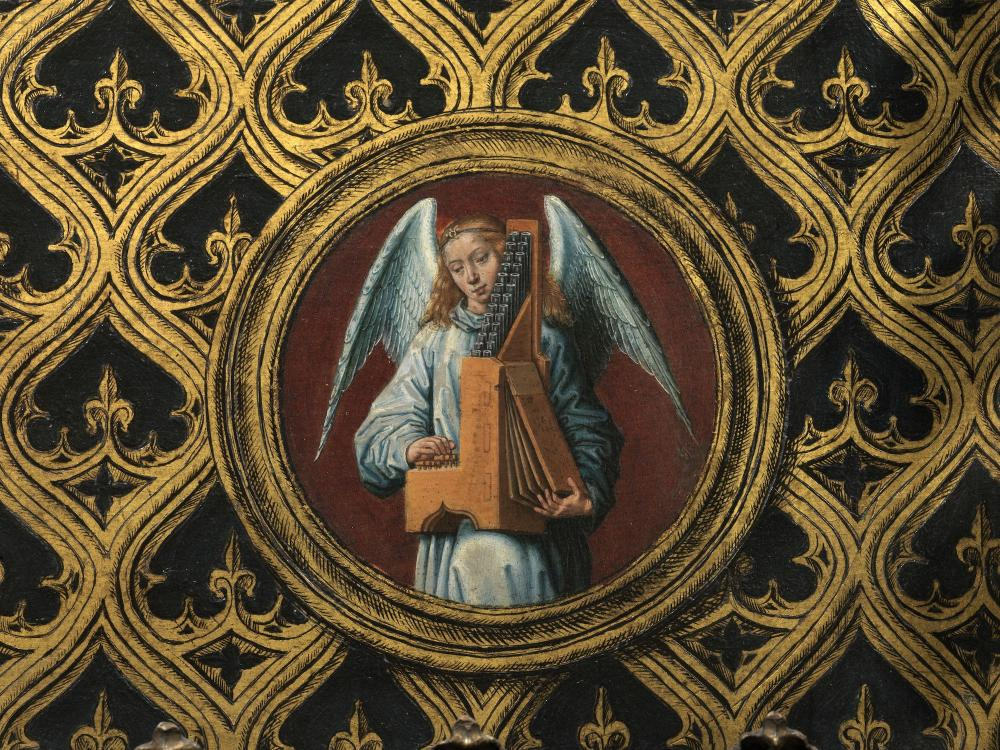
Рака святой Урсулы. Деталь. Медальон с изображением ангела, играющего на портативе

Восьмой ангел, в центре композиции правой панели, держит в руках портатив — миниатюрный переносной орган, широко распространённый в эпоху Мемлинга и присутствующий в произведениях многих художников — его современников. Сам Мемлинг изображал этот инструмент десятикратно в разных своих работах; примечательно, что все эти изображения отличаются друг от друга, в том числе количеством труб: от 14 (в триптихе «Страшного суда») до 32 (в антверпенском триптихе). Отличны они и от портативов, изображавшихся другими художниками, и от рисунков, представленных в манускрипте Анри Арно из Зволле (ок. 1440), содержащем подробные чертежи музыкальных инструментов. В числе прочего вызывает вопросы количество труб органа: если их было 32, инструмент не мог быть в достаточной мере «портативным» из-за своего веса: согласно Арно, трубы изготавливались из сплава олова и свинца. Поэтому не исключено, что трубы органа, который служил моделью для Мемлинга, были сделаны из бумаги и покрашены под металл: такая практика бытовала в XV веке.
Справа от органиста девятый музыкант играет на арфе: во времена Мемлинга этот инструмент чаще всего использовался для аккомпанирования пению. В триптихе представлена диатоническая арфа с двадцатью струнами; такого же типа инструмент Мемлинг изображал и в других своих работах. Колки арфы, возможно, сделаны из кости; костяными могут быть и прижимающие струны крючки. Инструмент изображён с большой точностью; в частности, количество колков совпадает с количеством струн (Монтегю замечает, что этот очевидный факт корректно отражают далеко не все художники, поэтому тем больше оснований видеть в работах Мемлинга достаточно надёжный музыковедческий источник).

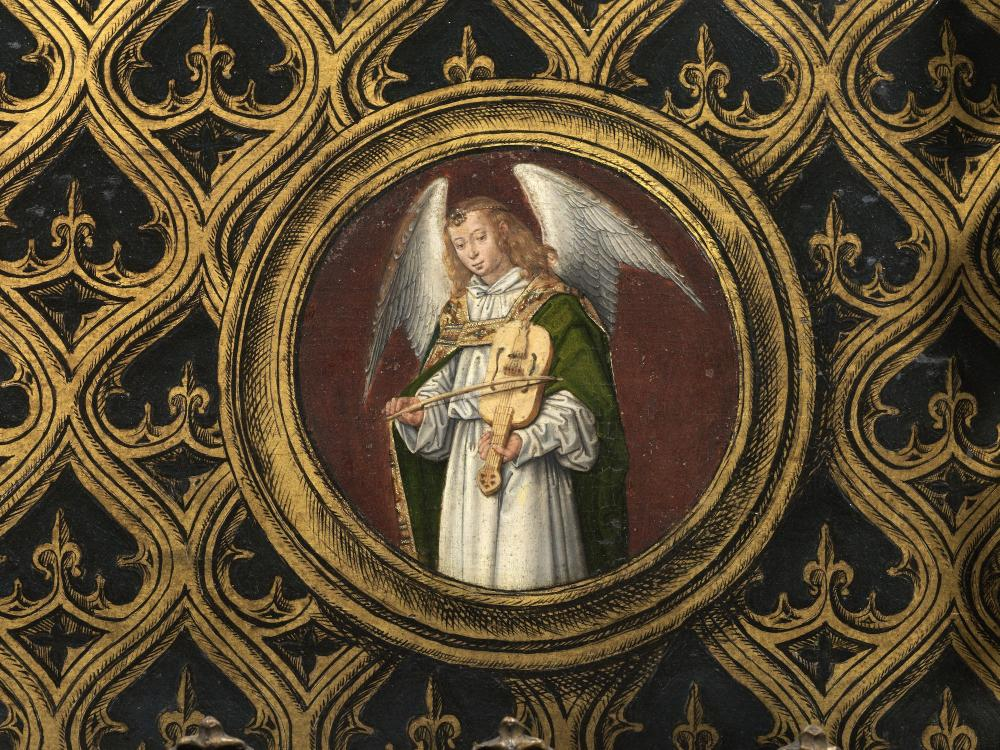
Рака святой Урсулы. Деталь. Медальон с изображением ангела, играющего на фиделе

И, наконец, последний, десятый инструмент — фидель, или виела, бывший чрезвычайно популярным в эпоху Средневековья. Он имеет характерную форму, пять струн (вероятно, жильных) и узкие изогнутые резонаторные отверстия. Слегка отличающиеся по тону верхняя дека и боковая часть корпуса говорят, возможно, о том, что инструмент не сделан из одного куска дерева, а склеен из отдельных частей. Сверху корпус украшен четырьмя восьмиконечными «звёздами», которые либо нарисованы на поверхности, либо представляют собой инкрустации (подобные украшения имеет и изображённый в триптихе портативный орган). Мемлинг неоднократно изображал фидели в своих работах, и все они имеют некоторые различия; возможно, в качестве «реквизита» он использовал разные инструменты. Фидель того же типа, что в антверпенском триптихе, изображён на одном из медальонов раки святой Урсулы; исследователи отмечают, что сами музицирующие ангелы также отличаются большим сходством: возможно, оба изображения создавались по одному эскизу.

## Предполагаемая реконструкция

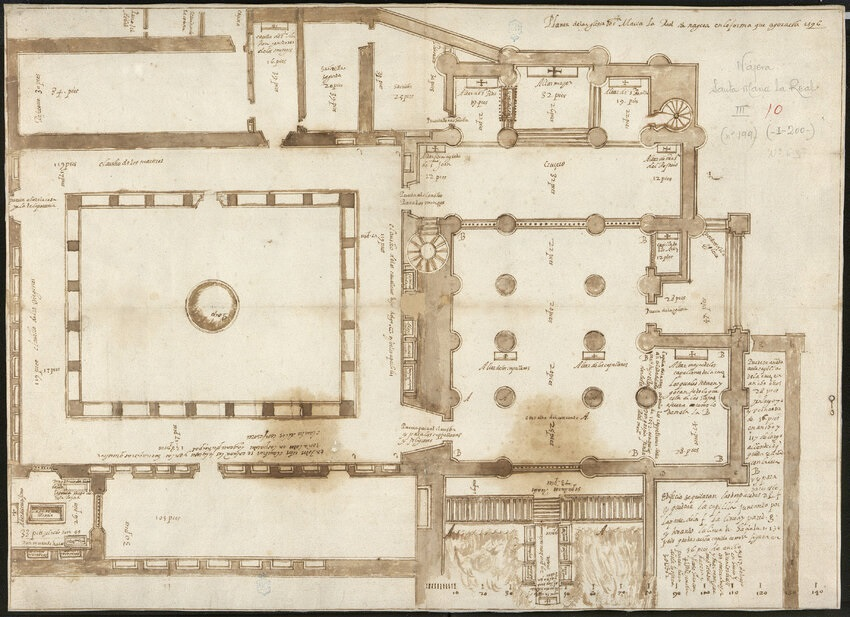
План церкви Санта-Мария-ла-Реаль 1596 года. Алтарный образ находился у восточной стены (в верхней части правой стороны плана, в центре за поперечным нефом) длиною 9,7 м и был несколько короче её по длине.

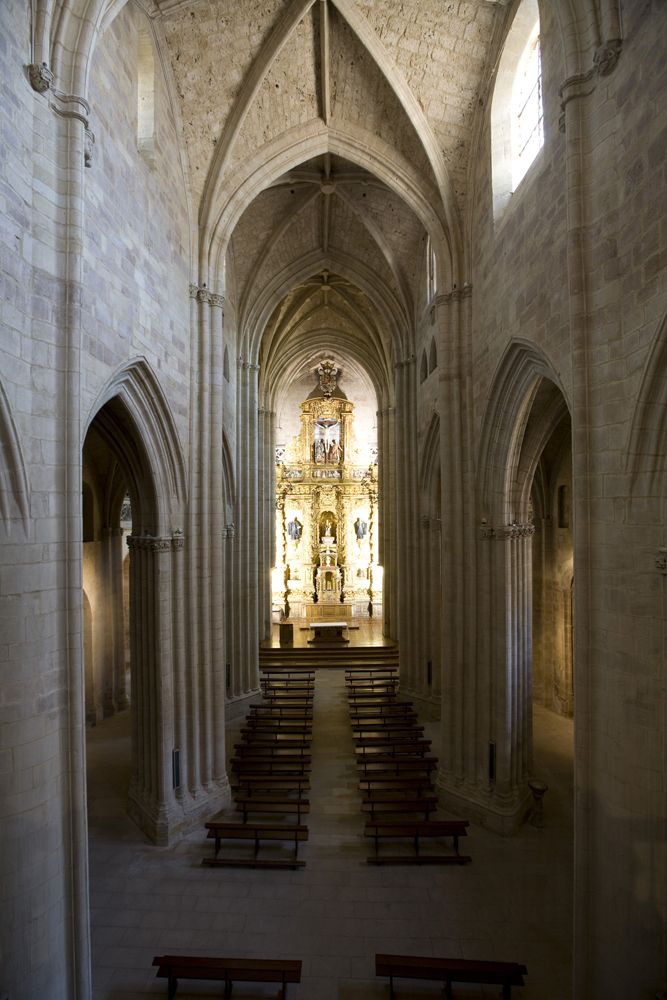
Интерьер храма Санта-Мария-ла-Реаль с алтарём XVII века

В то время как большинство исследователей считали антверпенские панели украшением храмового орга́на, Элиас Тормо-и-Монсо в своей книге 1924 года «Pintura, escultura y arquitectura en España» («Живопись, культура и архитектура Испании») заметил, что хоть в Испании и существовала практика украшать живописными произведениями либо сам орган, либо ограду хоров, где он находился, триптих Мемлинга не мог служить этой цели по ряду причин, и прежде всего из-за своих грандиозных размеров. Опираясь на заметки Ховельяноса (см. «Ранние свидетельства»), Тормо-и-Монсо предположил, что упоминаемый им образ Святой Девы «почти в человеческий рост» был написан тем же автором и принадлежал к той же композиции, что и антверпенские панели. Далее он заключил, что в посвящённом Деве Марии монастыре образ с Её изображением несомненно занимал центральную часть алтаря. Если, как о том сообщает Ховельянос, виденный им образ представлял таинство Вознесения Марии на небо, значит, антверпенские панели должны были располагаться над ним, составляя верхнюю часть полиптиха, — именно поэтому взгляды Христа и ангелов устремлены вниз. В «Дневнике» Ховельяноса упомянуты ещё изображения четырёх святых и двух апостолов; Тормо-и-Монсо считал, что святые были изображены на боковых панелях по обеим сторонам от центральной (с одной стороны святые Виталий и Агрикола, с другой — святой Пруденций и святой Бенедикт); относительно апостолов Тормо-и-Монсо предполагал, что их образы могли быть помещены в пределле. Задаваясь вопросом, почему для композиции были выбраны именно эти святые, Тормо-и-Монсо пояснял, что святой Бенедикт — покровитель ордена бенедиктинцев, которому принадлежало аббатство; святой Пруденций — небесный покровитель Нахеры, в монастыре которой хранились его мощи. Присутствие святых Виталия и Агриколы он затруднился объяснить; впоследствии Тиль-Хольгер Борхерт отметил, что частицы их мощей также хранились в храме.
Современные исследователи сходятся в том, что антверпенские панели представляли собой верхний ярус утраченной алтарной композиции и что центральной темой этой композиции было Вознесение Девы Марии. В остальном, опираясь на свидетельства Ховельяноса, разные авторы выдвигают различные предположения. Так, Пол Ванденбрук полагает, что произведение Мемлинга было фламандским по исполнению, но кастильским по духу, и что рассматривать его следует в русле испанской традиции. Для Испании XV века были характерны монументальные алтарные образы, имевшие по меньшей мере три горизонтальных яруса (cuerpos или pisos) и три вертикальных (calles). Композиционно панель с изображением Вознесения должна была иметь вертикальный формат и, следовательно, была намного больше по высоте, чем вытянутые в длину антверпенские панели. Сомневаясь в том, что на несохранившихся боковых панелях были изображены святые, — в испанской традиции было принято помещать относительно менее значимые фигуры в более низкий ярус — Ванденбрук предполагает, что на них могли быть представлены сцены жизни самой Богоматери: Введение во храм, Благовещение, Посещение (причём, учитывая длину верхнего регистра, боковых панелей могло быть не две, а четыре). Что же касается святых, неизвестно, были ли они изображены в полный рост; если нет, их изображения могли находиться в пределле. Ванденбрук ссылается на свидетельство Яна Карела Степпе, писавшего в публикации 1967 года о существовании документов, согласно которым Нахерский алтарь имел пределлу и два реликвария, однако в настоящее время, согласно Ванденбруку, местонахождение этих документов неизвестно. В целом Ванденбрук, изучив более шестидесяти монументальных алтарных образов из разных храмов Испании, созданных в период с 1480 по 1550 год и посвящённых Вознесению Марии, делает вывод, что для них характерны монументальные размеры в сочетании со сложной иконографией, совмещающей мариологические и христологические черты. Весьма вероятно, что Нахерский алтарь стал одним из первых, созданных в русле этой своеобразной традиции.

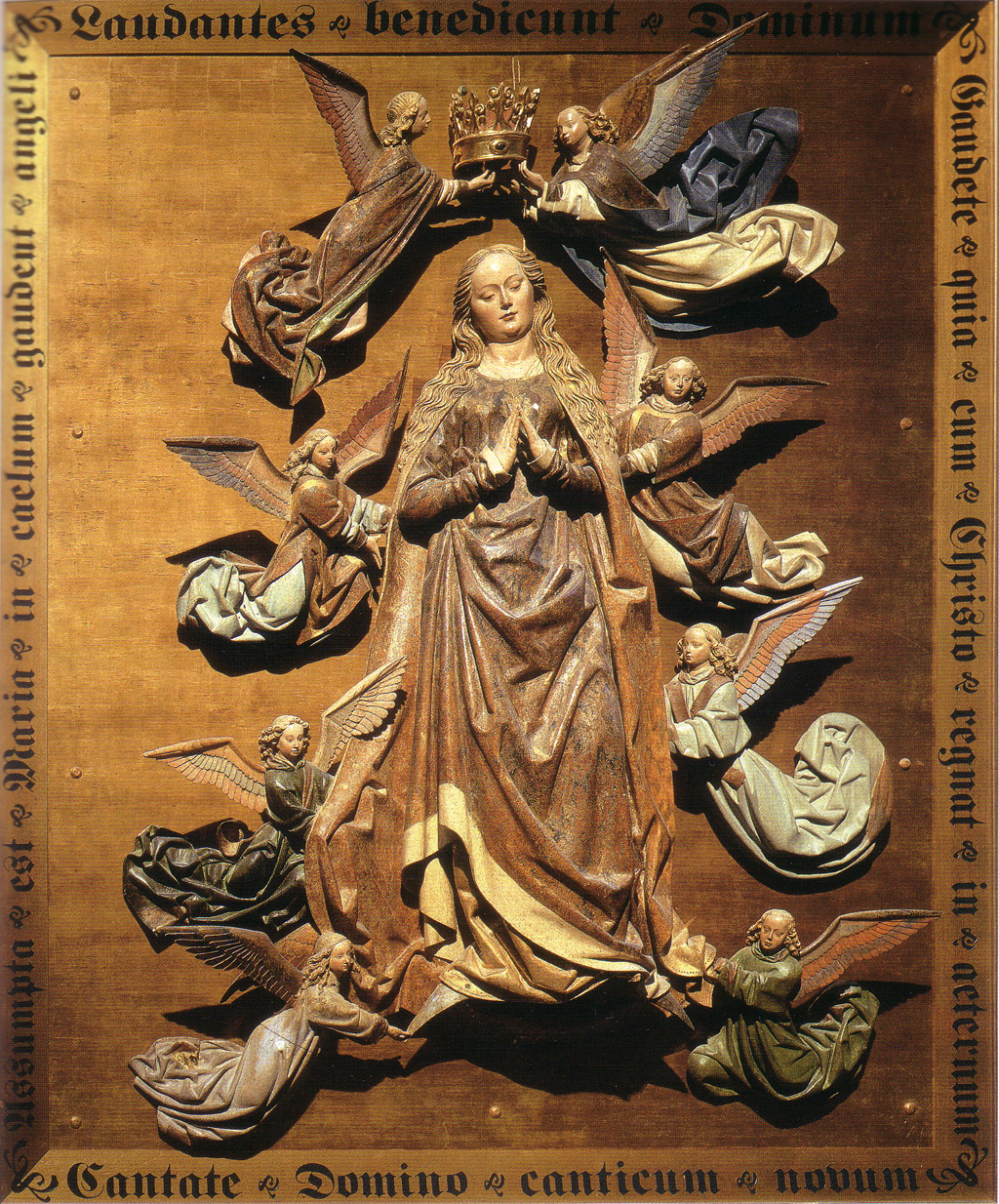
Неизвестный скульптор. Вознесение и коронование Девы Марии. Конец XV века. Сокафедральный собор Логроньо (Испания)

Мастер легенды о св. Люции. Вознесение и Коронование Девы. Ок. 1485—1500. Национальная галерея, Вашингтон

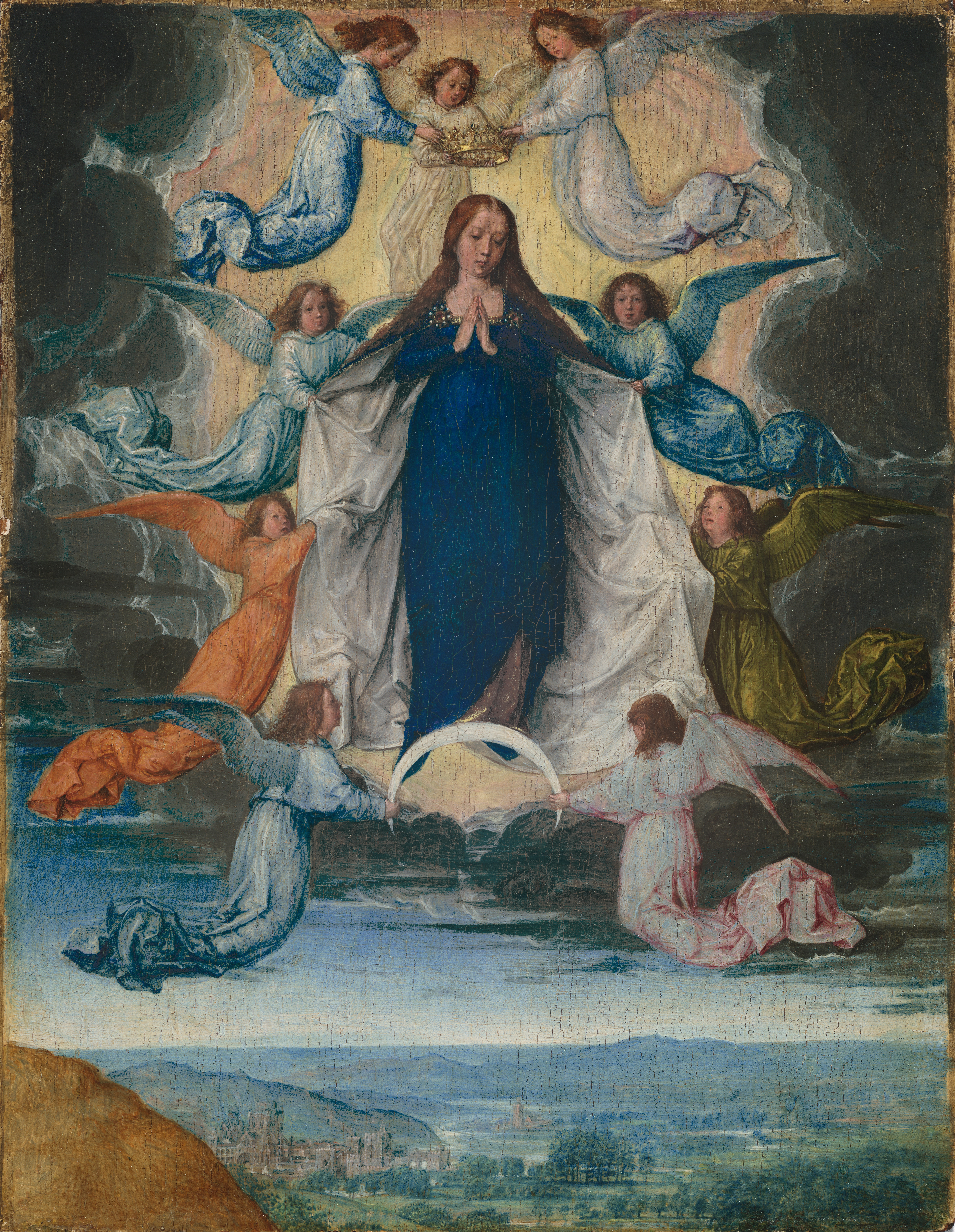
Михель Зиттов. Вознесение Богоматери. Ок. 1500. Национальная галерея, Вашингтон

Неоднократно выдвигалось предположение, что центральный образ алтаря мог представлять собой не живописную, а скульптурную композицию, что вполне характерно для испанских ретабло. Так, Барт Франсен и Луиза Лоньо свидетельствуют, что в ряде путеводителей по Нахере утверждается, будто деревянное Распятие, являющееся частью нынешнего алтаря, ранее принадлежало к алтарю Мемлинга. Однако по своим стилевым характеристикам эта скульптура никоим образом не соответствует стилю антверпенских панелей и, по всей вероятности, относится к гораздо более позднему времени.
В местной традиции бытует также другая версия, согласно которой утраченной центральной частью мемлинговского алтаря следует считать деревянную скульптуру, изображающую сцену Вознесения и Коронования Девы Марии, которая ныне находится в сокафедральном соборе Логроньо. Действительно, эта монументальная (230 × 170 см) скульптура с большой вероятностью имеет нидерландское происхождение и может быть датирована концом XV века. Кроме того, сохранились свидетельства, согласно которым скульптура происходит из Сомало: небольшого поселения в пяти километрах от Нахеры, где у монахов нахерского монастыря был ораторий. Тем не менее эта версия опровергается другими фактами, в первую очередь свидетельством Ховельяноса, который помимо Нахеры посетил также Сомало и видел там некое скульптурное изображение Вознесения, о чём сделал запись в путевом дневнике:

В оратории видел Вознесение, в точности скопированное с той фламандской картины, что в клуатре, но скульптурное, в полурельефе, превосходной формы.
Оригинальный текст (исп.)Vi en el oratorio una Asunción exactamente copiada del cuadro flamenco que está en el cuarto, pero de escultura en medio relieve y de de excelente forma.

Таким образом, если Ховельянос одновременно видел живописную версию Вознесения и его скульптурный аналог, скульптура из Сомало не могла быть частью Нахерского алтаря. Пол Ванденбрук предполагает, что скульптура была создана для того, чтобы монахи Санта-Мария-ла-Реаль, проводившие в Сомало летние месяцы (там находилось подсобное хозяйство), могли молиться перед образом того же духовного содержания, что и в главном храме аббатства. При этом возможно, что он действительно представлял собой копию мемлинговского образа, выполненную в ином материале.
Неоднократно выдвигалось предположение, что некоторое представление об утраченном алтаре могут дать произведения других художников, копировавших или творчески переосмысливавших творение Мемлинга. Среди таких произведений историки искусства видят «Вознесение и Коронование Девы» работы Мастера легенды о святой Люции (ок. 1485—1500, Национальная галерея в Вашингтоне), «Вознесение Богоматери» Михеля Зиттова (ок. 1500, Национальная галерея) и «Вознесение» Амброзиуса Бенсона, изображённое на центральной панели триптиха в Церкви Вознесения Святой Марии в Наваррете. Так, первое из них, по словам Тиля-Хольгера Борхерта, обнаруживает такое же «почти энциклопедическое представление разнообразных музыкальных инструментов», как в антверпенском триптихе. В то же время Борхерт считает, что, хотя Мастер святой Люции несомненно вдохновлялся образами Мемлинга, в собственной композиции он представил совершенно оригинальную их трактовку, объединив, по всей видимости, образы двух ярусов Нахерского алтаря — музицирующих ангелов и Вознесение Марии — в единое целое. Борхерт полагает, что алтарный образ Михеля Зиттова, в котором совмещены темы Вознесения и Коронования Богоматери, ближе по своей иконографии и композиции к утраченной центральной панели Нахерского алтаря. Зиттов, ученик Мемлинга, мог видеть подготовительный эскиз в его мастерской; не исключено также, что он видел и сам алтарь, поскольку в 1490-х годах работал в Испании.
В то время как иконография и композиция Нахерского алтаря, насчитывавшего в общей сложности не менее десяти панелей, остаются до конца непрояснёнными, грандиозность его размеров сомнению не подлежит. По ширине антверпенский триптих значительно больше любой другой из известных работ Мемлинга; кроме того, он превосходит по ширине такие масштабные творения, как Гентский алтарь, «Бонский алтарь» Рогира ван дер Вейдена и «Алтарь Портинари» Хуго ван дер Гуса. Соответственно, алтарная композиция в целом должна была превосходить своими размерами всё, ранее созданное как самим Мемлингом, так и его фламандскими предшественниками.

## Комментарии
1. ↑  Историки искусства, в частности Элиас Тормо-и-Монсо[англ.][1] и Пол Ванденбрук[2], отмечают некорректность этого термина применительно к антверпенским панелям, являющимся лишь частью утраченного целого, однако в большинстве источников композиция описывается как триптих.
2. ↑  Если для Испании XV века монументальные алтарные композиции были характерны, то для ранненидерландской живописи подобный масштаб исключителен[19][20][21].
3. ↑  Точнее, продиктовал своему секретарю, сопровождавшему его в путешествии[25].
4. ↑  В оригинале cielo arremolachado, от исп. remolacha — свёкла; Элиас Тормо-и-Монсо поясняет, что имеется в виду желтоватый цвет кормовой свёклы[25].
5. ↑  Детальному исследованию сложных перипетий этих перепродаж и установлению личности каждого из промежуточных владельцев посвящено исследование Ингрид Годдерис (Ingrid Goddeeris) «Из Нахеры в Антверпен: как „Бог Отец с поющими и музицирующими ангелами“ Мемлинга попал в Бельгию», основанное на архивных документах и опубликованное в коллективной монографии «Harmony in Bright Colors»[37].
6. ↑  С «Дневниками» Ховельяноса, впервые опубликованными в 1915 году, Ваутерс не был знаком.
7. ↑  Этот взгляд широко распространился в искусствоведческой литературе; многие авторы описывали антверпенские панели именно как декоративный ансамбль, предназначавшийся для украшения храмового органа, что к тому же прекрасно объясняло необычный иконографический сюжет[48][53][1].
8. ↑  Во избежание возможной путаницы с барочным алтарным образом, заменившим предыдущий в 1692 году, переписчик пометил на полях, что речь о «старом алтаре» (retablo viejo)[55].
9. ↑  Дорогостоящий ультрамарин Мемлинг использовал только для усиления бликов драгоценных камней на облачении Бога Отца; остальной синий пигмент представляет собой высококачественный азурит[113].
10. ↑  По мнению Б. А. Успенского, этот приём — использование зеркального отражения земной действительности, находящейся вне изображаемой сверхчувственной реальности, — призван показать присутствие Христа в нашем мире, т. е. в том мире, где находится зритель[141].
11. ↑  Морис Макнами описывал её как «тёмно-фиолетовую, почти чёрную»[146], однако после реставрации, вернувшей триптиху первоначальные цвета, стало ясно, что на самом деле она синяя[147].
12. ↑  Морис Макнами видел в этих словах отсылку к импроперию Страстной Пятницы, в тексте которого они присутствуют, и интерпретировал иконографию антверпенских панелей как связанную с прославлением Креста — символа спасения[151]. Эту интерпретацию опроверг Пол Ванденбрук, указав, что изображённые в композиции литургические облачения не соответствуют положенным  для Страстной недели, а символика в целом не столько связана с образом Христа и Страстей Христовых, сколько носит тринитарный характер[152][153]. Барт Франсен и Луиза Лоньо считают, что в надписи следует видеть буквальное указание на то, что изображённой фигурой является именно Бог Отец[154].
13. ↑  Историк текстильного искусства Лиза Моннас (Lisa Monnas) отмечает, что в искусстве XV века практика изображения ангелов в богослужебных облачениях была вполне устоявшейся; сами же эти облачения в изображении Мемлингом сочетают реальные черты с рядом художественных вольностей[159].
14. ↑  Кит Полк замечает, что в то время как ангелы-певчие поют по нотам, ангелы-музыканты играют без нот. Действительно, почти вся дошедшая до нас музыка XV века носит вокальный характер; инструменталисты либо играли по памяти, либо импровизировали[166].
15. ↑  Кит Полк приводит в этой связи интересное наблюдение: рентгенографические исследования левой панели показали, что предварительный рисунок изначально изображал прямую трубу. По предположению Полка, на этапе живописных работ Мемлинг узнал, что такая труба не может звучать в дуэте с шалмеем, и внёс соответствующие коррективы[196].